# Territorios del Noroeste
Los Territorios del Noroeste (en inglés, Northwest Territories; en francés, Territoires du Nord-Ouest; en las lenguas atabascanas, Denendeh, «nuestra tierra»; o la «Tierra de la Gente» en inuvialuktun y en inuktitut, [ᓄᓇᑦᓯᐊᖅ], Nunatsiaq, «tierra hermosa») es uno de los tres territorios que, junto con las diez provincias, conforman las trece entidades federales de Canadá. Su capital y ciudad más poblada es Yellowknife. Con 42 514 habitantes en 2008 es la tercera entidad menos poblada —por delante de Yukón y Nunavut, la menos poblada—, con 1 346 106 km², la tercera más extensa —por detrás de Nunavut y Quebec— y con 0,03 hab/km², la segunda menos densamente poblada, por detrás de Nunavut.

## Nombre
El nombre era originalmente descriptivo y fue adoptado por el gobierno británico durante la época colonial para indicar su ubicación con respecto al resto de la Tierra de Rupert. Se acortó de Territorio Noroccidental (North-Western Territory) y luego Territorios del Noroeste.
En inuktitut, los Territorios del Noroeste se denominan Nunatsiaq (en silabario inuktitut ᓄᓇᑦᓯᐊᖅ), «tierra hermosa». La región más septentrional del territorio está habitada por los inuvialuit, que viven principalmente en la Región del Asentamiento Inuvialuit (Inuvialuit Nunangit Sannaiqtuaq), mientras que la parte meridional se denomina Denendeh (una palabra atabascana que significa «nuestra tierra»). Denendeh es el vasto país dene, que se extiende desde el centro de Alaska hasta la bahía de Hudson, y en el que se encuentran las tierras natales de numerosas naciones dene.
Desde que el territorio del Yukón se separó de él en 1898, ya no es el territorio más occidental, y hasta que Nunavut se separó de él en 1999, incluía un territorio que se extendía hacia el este hasta las provincias atlánticas de Canadá. Se ha debatido la posibilidad de cambiar el nombre, posiblemente por un término de una lengua indígena. Una de las propuestas fue «Denendeh», defendida, entre otros, por el ex primer ministro Stephen Kakfwi. Una de las propuestas más populares para el nuevo nombre, llamar al territorio «Bob», comenzó como una broma, pero durante un tiempo ocupó los primeros puestos en las encuestas de opinión pública.

## Historia
El territorio actual fue creado en junio de 1870, cuando la Compañía de la Bahía de Hudson transfirió la Tierra de Rupert y el Territorio Noroeste al gobierno de Canadá. Esta inmensa región comprendía toda Canadá no confederada excepto la Columbia Británica, la costa de los Grandes Lagos, el valle del río San Lorenzo y el tercio sur de Quebec, las Provincias marítimas de Canadá, Terranova y la costa de Labrador. No incluía el territorio británico de las Islas Árticas excepto la mitad del sur de la isla Baffin, que permanecieron bajo dominio británico directo hasta 1880.
Después de la transferencia, la extensión de los territorios fue disminuyendo gradualmente. La provincia de Manitoba se creó el 15 de julio de 1870, un cuadrado diminuto alrededor de Winnipeg, que posteriormente se amplió en 1881 a una región rectangular que forma el sur de la actual provincia. Cuando la Columbia Británica se unió a la Confederación Canadiense el 20 de julio de 1871, ya le había sido concedida, en 1866, la parte del «Territorio Noroeste» al sur de los 60 grados norte y oeste de los 120 grados oeste, un área que comprendía la mayor parte del «Territorio de Stikine». En 1882, Regina, en el por entonces distrito de Assiniboia, se convirtió en la capital territorial; después de que Alberta y Saskatchewan se convirtieran en provincias en 1905, Regina se convirtió en la capital de la nueva provincia de Saskatchewan.
En 1876, el «Distrito de Keewatin», en el centro del territorio, se separó de este. En 1882 y de nuevo en 1896, la parte restante fue dividida en los siguientes distritos (entre paréntesis se indica su correspondencia con las áreas actuales):
- Distrito de Alberta (parte sur de Alberta);
- Distrito de Assiniboia (parte sur de Saskatchewan);
- Distrito de Athabasca (norte de Alberta y Saskatchewan);
- Distrito de Franklin (las islas árticas y las penínsulas de Boothia y Melville);
- Distrito de Mackenzie (parte continental de los Territorios del Noroeste y el oeste de Nunavut);
- Distrito de Saskatchewan (parte central de Saskatchewan);
- Distrito de Ungava (norte de Quebec e interior de Labrador, así como un área de la costa de la bahía de Hudson);
- Yukón (el actual territorio de Yukón).

El Distrito de Keewatin (la actual Manitoba, el noroeste de Ontario y sur de Nunavut) retornó a los Territorios del Noroeste en 1905.
Mientras tanto, Ontario fue ampliada hacia el noroeste en 1882. Quebec también fue ampliada, en 1898, y Yukón se convirtió en un territorio separado en el mismo año para encargarse de la fiebre del oro de Klondike, y liberar así al gobierno de los Territorios del Noroeste de administrar el súbito incremento demográfico, de actividad económica y de la afluencia de no canadienses.
Las provincias de Alberta y Saskatchewan fueron creadas en 1905 y Manitoba, Ontario y Quebec adquirieron de los Territorios del Noroeste la última parte sus actuales territorios en 1912, quedándose solo con los distritos de Mackenzie, Franklin (que absorbió los remanentes de Ungava en 1920) y Keewatin. En 1925, las fronteras de los Territorios del Noroeste fueron ampliadas a todo lo largo del Polo Norte en el principio del sector, ampliando enormemente su territorio en el norte de los campos de hielo.
Los reducidos Territorios del Noroeste no fueron representados en la Cámara de los Comunes canadiense de 1907 a 1947, cuando fue creado el distrito electoral del río Yukón-Mackenzie. Esta dependencia solo incluyó el Distrito de Mackenzie. El resto de los Territorios del Noroeste no tuvo ninguna representación en la Cámara de los Comunes hasta 1962, cuando el distrito electoral de los Territorios del Noroeste fue creado en reconocimiento a los esquimales, que habían obtenido el derecho al voto en 1953.
En 1912 el Gobierno de Canadá renombró el territorio como Territorios del Noroeste, eliminando la forma escrita con guion ortográfico (North-Western Territory). Entre 1925 y 1999, los Territorios del Noroeste abarcaban 3 439 296 kilómetros cuadrados, un área mayor que la India.

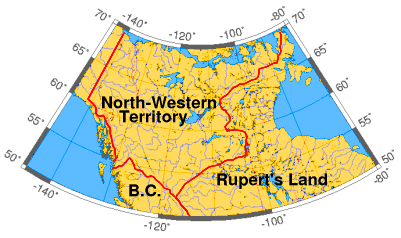
Territorios del Noroeste en 1859.

Finalmente, el 1 de abril de 1999, tres quintas partes del este de los Territorios del Noroeste (incluido todo el Distrito Keewatin y la mayor parte de los de Mackenzie y Franklin) se convirtieron en un territorio separado llamado Nunavut.
Hubo cierta evaluación para nombrar al territorio después de dicha separación de Nunavut, buscando una toponimia indígena. Una propuesta era Denendeh («nuestra tierra», en el idioma de los dene). La idea fue defendida por el antiguo primer ministro Stephen Kakfwi, entre otros. Igualmente, una popular emisora de radio comenzó a promover en broma el cambio del nombre del territorio a Bob, opción que llegó a estar arriba en las encuestas. Finalmente, una encuesta llevada a cabo antes de la división mostró un amplio apoyo a conservar el simple nombre descriptivo «Territorios del Noroeste».
Como territorio, los Territorios del Noroeste tienen algunos derechos menos que las provincias. Durante su mandato, el primer ministro Kakfwi presionó para obtener un acuerdo del gobierno federal con más derechos para el territorio, incluyendo que los ingresos por los recursos naturales del territorio revirtieran al territorio. La devolución de poderes al territorio fue una cuestión en las 20.ª elecciones generales de 2003, y lo ha sido desde que el territorio comenzó a elegir miembros en 1881.
El comisionado es el jefe del ejecutivo y es designado por el gobernador en el consejo de Canadá a recomendación del ministro federal de Asuntos Indios y Desarrollo del Norte. La posición solía ser más administrativa y gubernamental, pero con la delegación de cada vez más poderes a la Asamblea electa desde 1967, su posición se ha vuelto simbólica. Desde 1985 el comisionado ya no preside las reuniones del Consejo Ejecutivo (o gabinete) y el gobierno federal ha dado instrucciones a los comisarios de comportarse como un teniente gobernador provincial. A diferencia de los tenientes gobernadores, el comisionado de los Territorios del Noroeste no es un representante formal de la Reina de Canadá.
A diferencia de los gobiernos provinciales y de Yukón, el gobierno de los Territorios del Noroeste no tiene partidos políticos, excepto durante el período entre 1898 y 1905. Es un gobierno de consenso llamado Asamblea Legislativa. Este grupo está formado por un miembro decidido en cada uno de los diecinueve distritos electorales. Después de las elecciones generales, el nuevo parlamento decide a un primer ministro y portavoz por votación secreta. Siete MLA (Member of Legislative Assembly / membre de l'Assemblée législative, «Miembro de la Asamblea Legislativa») son elegidos también como ministros, y el resto forma la oposición. Las elecciones generales más recientes del territorio fueron el 1 de octubre de 2007. El jefe de Estado para los territorios es un comisionado designado por el gobierno federal. El comisionado tenía poderes gubernamentales plenos hasta 1980, momento en que los territorios obtuvieron un mayor autogobierno. La legislatura entonces comenzó a decidir un gabinete y un «Líder del Gobierno» posteriormente conocido como primer ministro (Premier / Premier ministre).

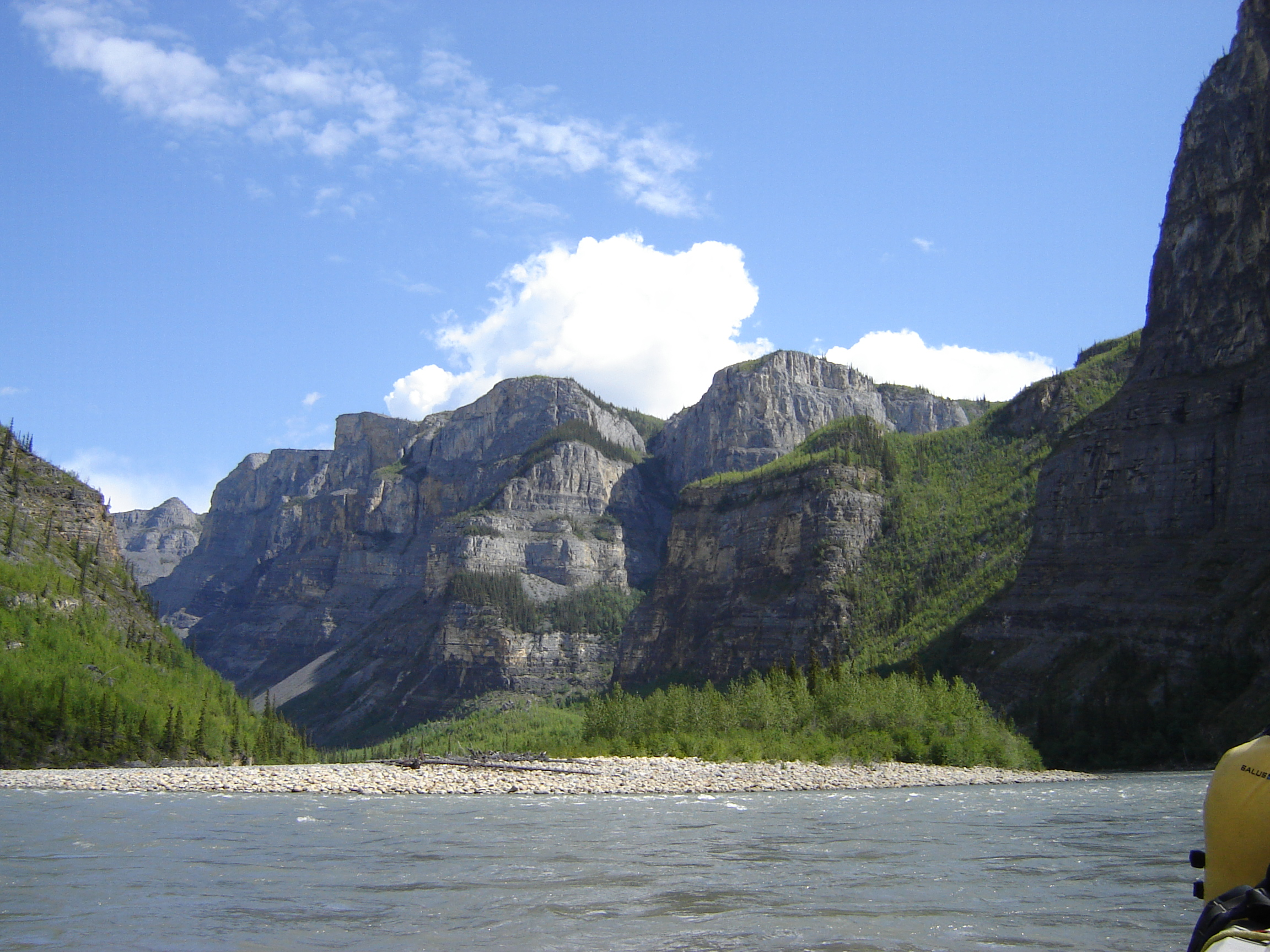
Parque nacional Nahanni

El actual primer ministro de los Territorios del Noroeste es Bob McLeod. El miembro del Parlamento por el distrito del Ártico Oeste (Western Arctic), el distrito que comprende los Territorios del Noroeste, es Dennis Bevington (del Nuevo Partido Democrático). Por su parte, el comisionado de los Territorios del Noroeste es Tony Whitford.

## Geografía
Está ubicado, como su nombre indica, al noroeste del país, limitando al norte con el océano Ártico, al este con Nunavut, al sureste con Manitoba, al sur con Saskatchewan, Alberta y Columbia Británica, y al oeste con Yukón.
Algunos de sus rasgos geográficos incluyen el vasto Gran Lago del Oso y el Gran Lago del Esclavo, así como el inmenso río Mackenzie y los cañones del parque nacional Nahanni, un parque calificado como Área Natural Protegida de Canadá y declarado Patrimonio de la Humanidad por la Unesco. Las islas del territorio en el archipiélago ártico canadiense incluyen la isla de Banks, isla Borden, isla Prince Patrick, y partes de la isla Victoria e isla Melville. El punto más alto es el monte Nirvana, cerca de la frontera con Yukón, con una elevación de 2773 m.

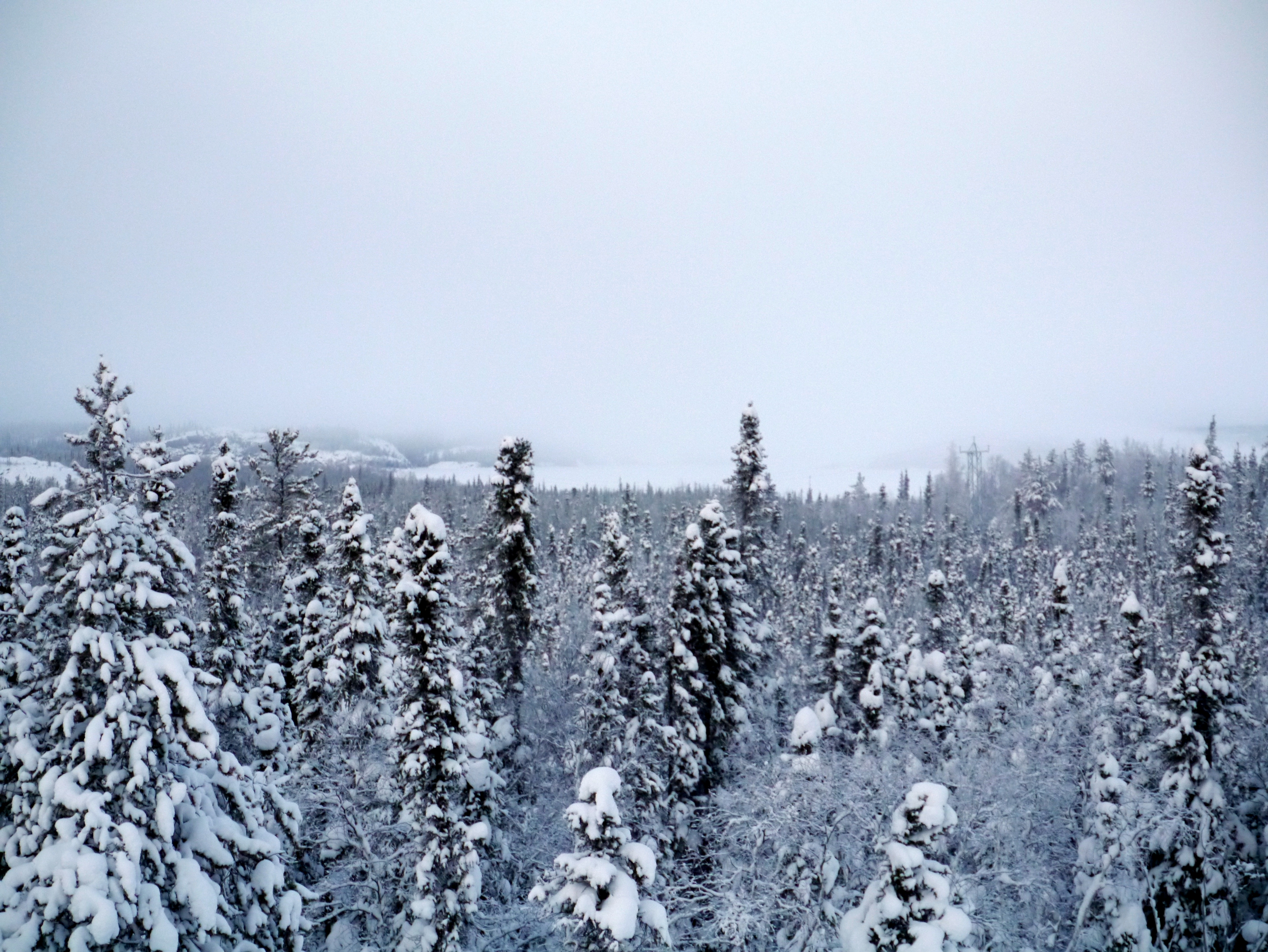
Invierno en Fort Smith

### Clima
Los Territorios del Noroeste se extienden por más de 1.300.000 km² (500.000 millas cuadradas) y tienen una gran variante climática de sur a norte. La parte sur del territorio (la mayor parte de la parte continental) tiene un clima subártico, mientras que las islas y la costa norte tienen un clima polar.
Los veranos en el norte son cortos y frescos, con máximas diurnas de 14 a 17 grados Celsius (57 a 63 °F) y mínimas de 1 a 5 grados Celsius (34 a 41 °F). Los inviernos son largos y duros, con máximas diurnas de −20 a −25 °C (−4 a −13 °F) y mínimas de −30 a −35 °C (−22 a −31 °F). Las noches más frías suelen alcanzar los −40 a −45 °C (−40 a −49 °F) cada año.
Los extremos son comunes con máximos de verano en el sur que alcanzan los 36 °C (97 °F) y mínimos que llegan por debajo de los 0 °C (32 °F). En invierno en el sur, no es raro que las temperaturas alcancen los -40 °C (-40 °F), pero también pueden llegar a la adolescencia durante el día. En el norte, las temperaturas pueden alcanzar máximas de 30 °C (86 °F) y bajas hasta bajas negativas. En invierno en el norte no es raro que las temperaturas alcancen los -50 °C (-58 °F), pero también pueden alcanzar un solo dígito durante el día.

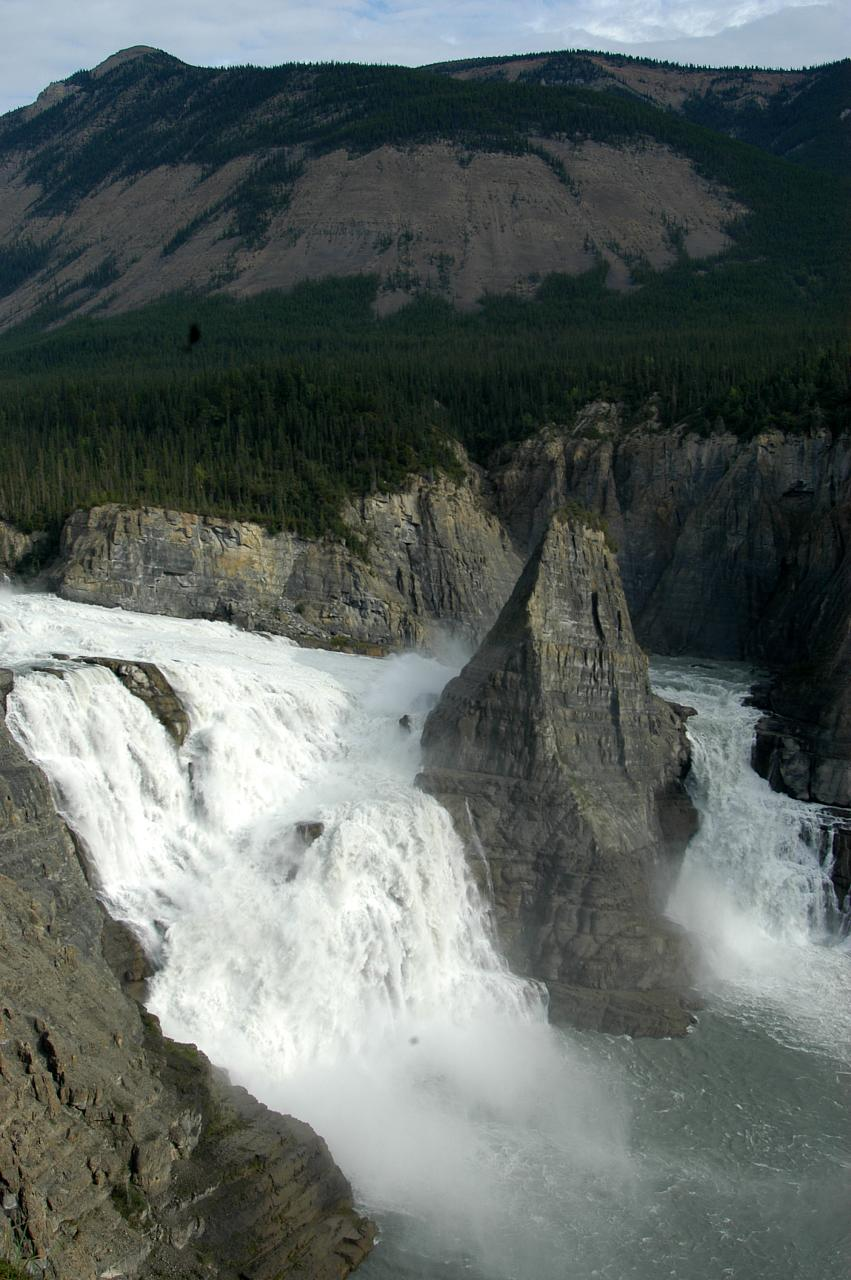
Las Cataratas Virginia

Las tormentas eléctricas no son raras en el sur. En el norte son muy raras, pero ocurren. Los tornados son extremadamente raros, pero han ocurrido y el más notable ocurrió en las afueras de Yellowknife y destruyó una torre de comunicaciones. El Territorio tiene un clima bastante seco debido a las montañas del oeste. Aproximadamente la mitad del territorio está por encima de la línea de árboles. No hay muchos árboles en la mayoría de las zonas orientales del territorio ni en las islas del norte.

### Geología
La geología de los Territorios del Noroeste ha sido cartografiada en diferentes cuadrantes por el Gobierno canadiense. La región cuenta con algunas de las rocas más antiguas del mundo y entre las más antiguas de América del Norte, formadas a partir de varias secciones de corteza continental cratónica estable, entre las que se incluyen el cratón Slave, el cratón Rae y el cratón Hearne. Estas rocas forman el basamento rocoso arqueano y proterozoico precámbrico de la región y son objeto de una amplia investigación para comprender la corteza continental y las condiciones tectónicas de la Tierra primitiva.
El cratón Hearne y el cratón Rae se asientan sobre rocas metasedimentarias y metavolcánicas arqueanas. La arenita de cuarzo del cratón Rae se ha interpretado como un posible margen pasivo o depósitos de rift. En todo el mundo, los cinturones de rocas verdes son un sello distintivo de las antiguas rocas precámbricas. El cinturón de rocas verdes Ennadai-Rankin es el segundo más grande de Canadá y presenta rocas volcánicas y volcaniclásticas félsicas, así como rocas máficas que alcanzan el grado de esquisto verde en la secuencia de facies metamórficas. Las laminaciones en las formaciones de hierro y pelita sugieren que las rocas volcánicas máficas se depositaron en la pendiente de baja energía de una meseta volcánica, lejos de la acción de las olas. Debido a la enorme distancia temporal desde el Arcaico, las interpretaciones exactas son menos fiables.

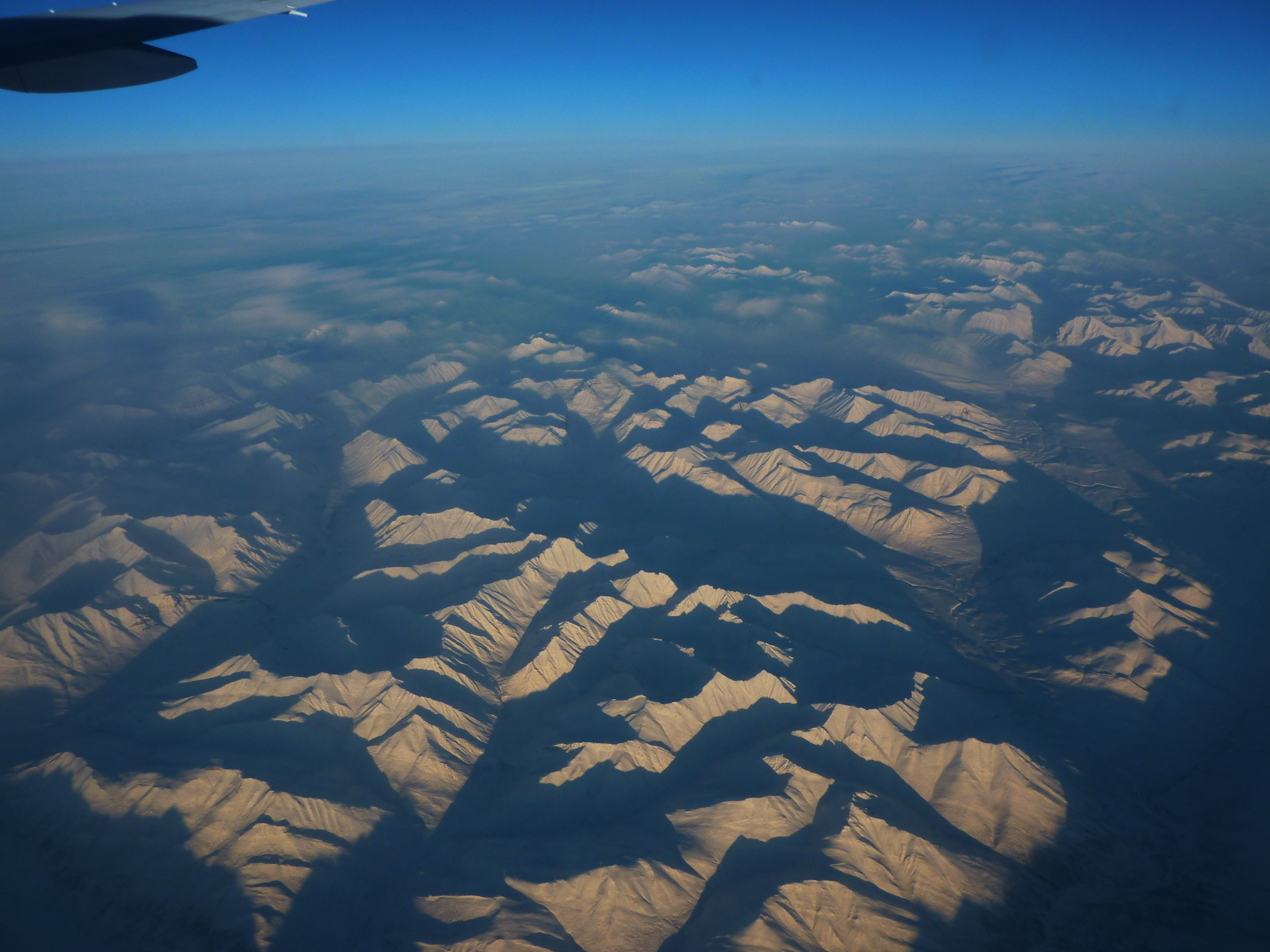
Montes Mackenzie

A finales del Proterozoico, la región se vio afectada por la orogenia de Wopmay. A lo largo del borde del cratón arqueano Slave, una cuña de carbonatos de 1,1 kilómetros de espesor formó la formación Rocknest, que se adelgaza hacia el este. El cratón Slave (también conocido como la provincia Slave) es más pequeño que la vasta provincia Superior vecina, que se extiende hacia el sur hasta los Grandes Lagos. A diferencia de la provincia Superior, la provincia Slave tiene más rocas sedimentarias, más rocas félsicas que máficas, más granito rico en potasio y mineralización de oro y metales básicos.

Los geólogos han deducido que en la parte occidental de la provincia se produjo una antigua expansión del fondo marino a partir de diques y flujos de lava máfica, recubiertos por depósitos turbidíticos oceánicos profundos. Se cree que estas rocas son los restos de la corteza oceánica que acabaron conservándose, rodeadas por todos lados por rocas volcánicas félsicas y plutones granitoides. En la zona del lago Snofleld, en la parte norte de la provincia de Slave, los restos de estromatolitos arqueanos se conservan en una unidad de dolomita entre turbiditas volcánicas félsicas y grauvacas-lutitas, algunas de las primeras pruebas de vida, que se formaron en las aguas poco profundas alrededor de las islas volcánicas.

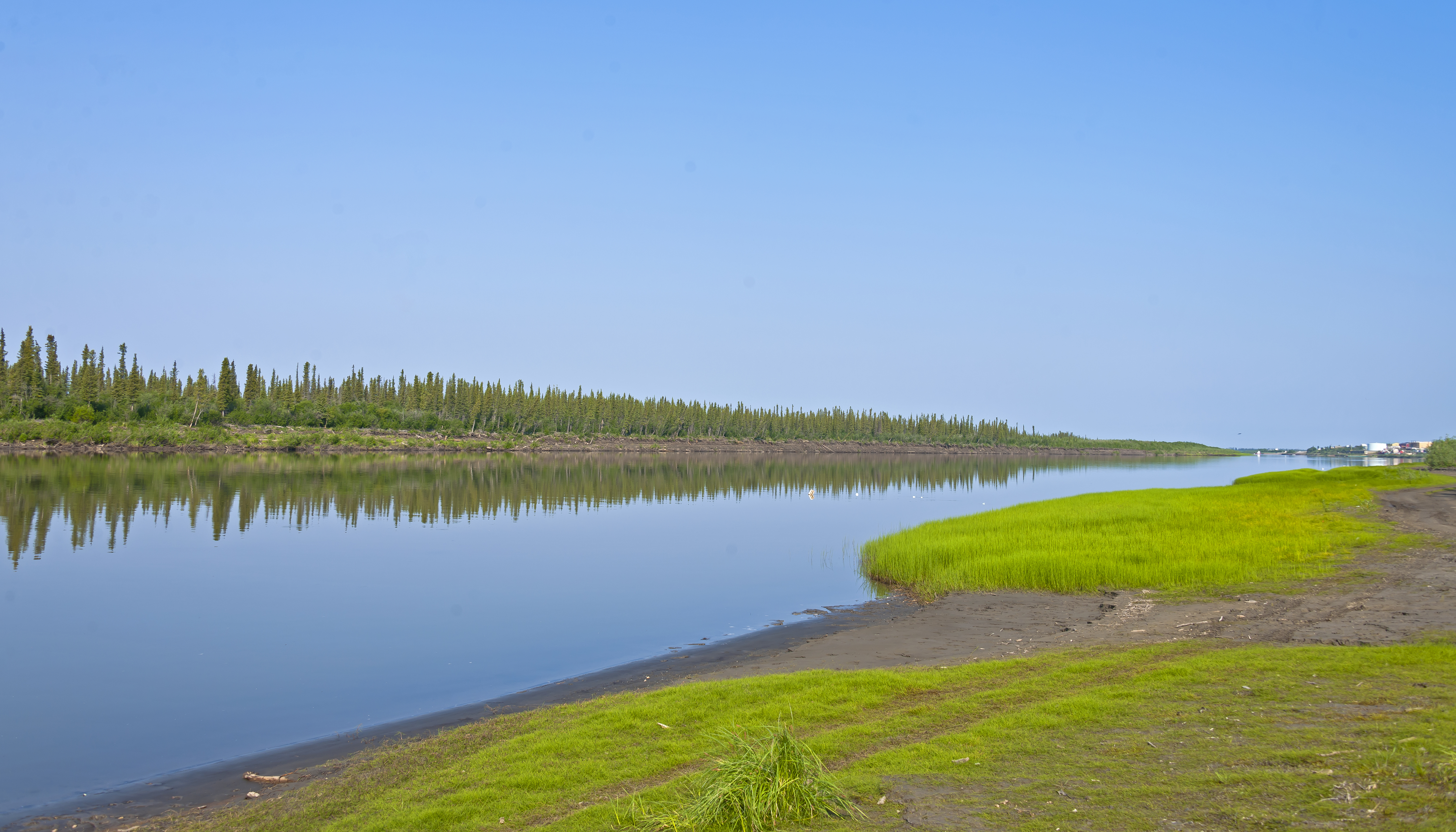
El Río Mackenzie

Hace unos 1270 millones de años, en el Proterozoico, una serie de importantes eventos magmáticos afectaron a la región, denominados por algunos geólogos «evento magmático de Mackenzie». En la provincia del río Coppermine, los basaltos de inundación toleíticos se depositaron al mismo tiempo en un rápido lapso de cinco millones de años. El análisis de estroncio-neodimio-plomo indica que las rocas incluían rocas del basamento más antiguas y parcialmente fundidas.
En el Neoproterozoico, el Supergrupo de las Montañas Mackenzie, de cuatro kilómetros de espesor, se depositó en una cuenca poco conocida. Los fluidos hidrotermales depositaron metales básicos en estos yacimientos, probablemente durante la ruptura que se prolongó hasta el Paleozoico.
Los depósitos marinos eran comunes en gran parte de la zona durante el Paleozoico. Dentro de la cuenca Mackenzie, los corales tabulares y rugosos crecieron y formaron la formación Horn Plateau, un grupo de arrecifes aislados del Devónico alimentados por los nutrientes de la erosión de las rocas del Escudo Canadiense y las corrientes ascendentes del océano. La cuenca Selwyn, que ahora se extiende hasta el territorio del Yukón, se formó al mismo tiempo y acumuló fósiles de graptolitos y betún.

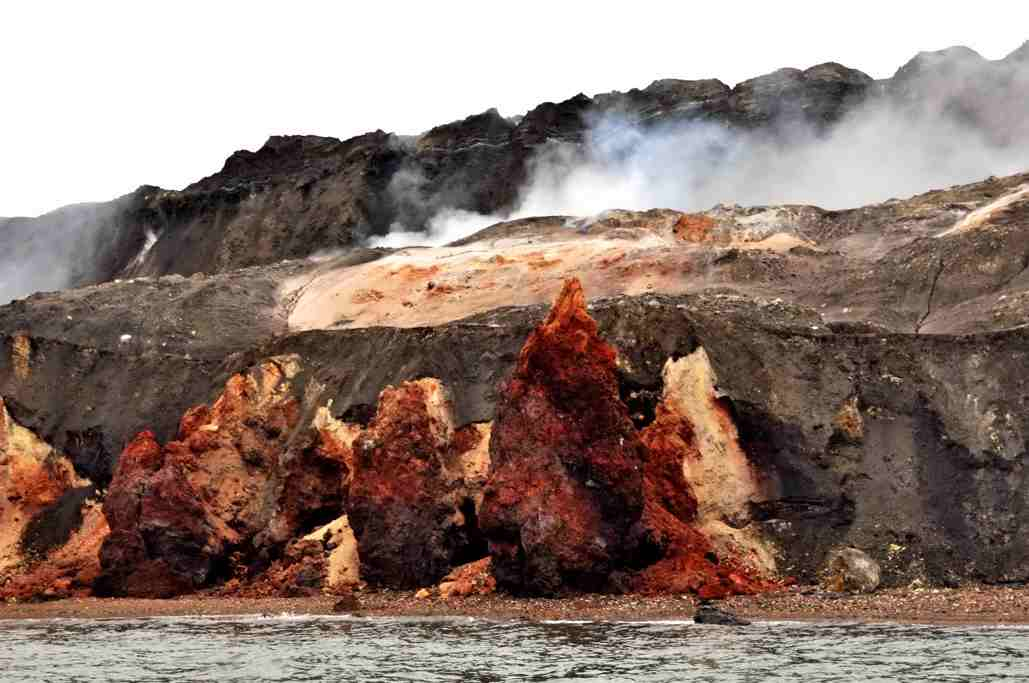
Smoking Hills (Colinas humeantes) acantilados en los territorios del Noroeste

La wackestone y la lutita siliciclásticas y fosilíferas de la formación Bad Cache Rapids del Ordovícico registran un entorno de plataforma continental poco profunda en la isla de Southampton. Esta unidad está recubierta por la lutita carbonosa y el esquisto bituminoso de la formación Ashgill Boas River, la wackestone con corales de la formación Churchill River y el esquisto bituminoso Sixteen Mile Brook.
En el Mesozoico, los conductos de kimberlita se introdujeron en la roca del basamento arqueano en algunos lugares, comenzando hace unos 75 millones de años y continuando hasta el Cenozoico en la zona de Ekati
La sedimentación continuó en muchas zonas hasta el Mesozoico. En la isla Banks, esferulitas de manganeso con rodocrosita, óxidos de hierro y manganeso y dolomita marcan el límite entre las formaciones sedimentarias Christopher y Kanguk del Cretácico. 

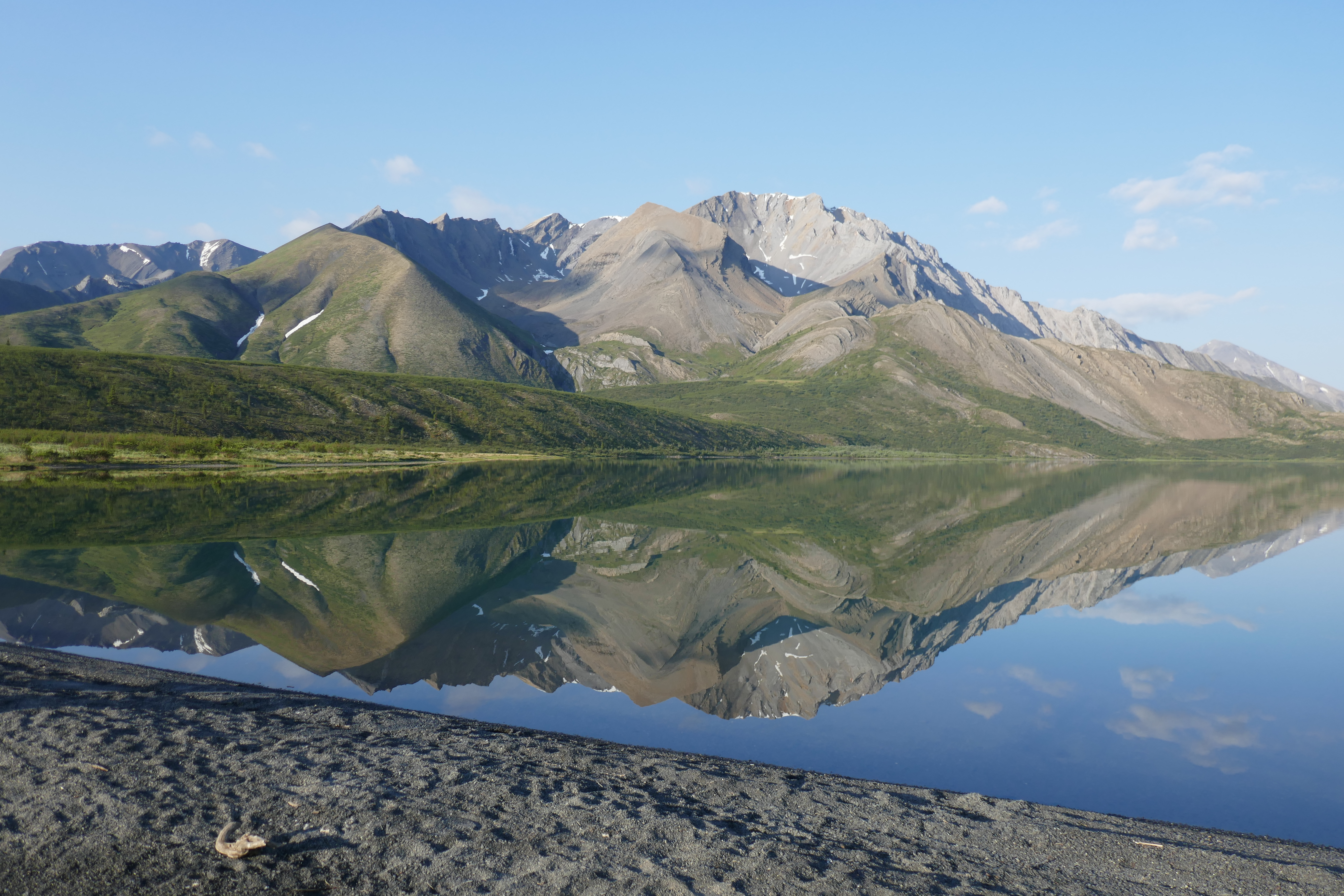
Parque nacional Naats'ihch'oh

A principios del Cenozoico, los cambios en la geología estructural regional provocaron una erosión generalizada y el análisis de las trazas de fisión de la apatita indica que, en la zona de Beaufort-Mackenzie, las rocas se enfriaron desde temperaturas de alrededor de 110 grados Celsius después de que se erosionara una milla de roca por encima de ellas a principios del Eoceno. Los Territorios del Noroeste estuvieron muy glaciados durante el Pleistoceno. En las montañas Mackenzie, el till glacial morrénico recubre grava paleógena más antigua, paleosoles y diferentes tipos de till desprendidos de las montañas.
En las proximidades del delta del río Mackenzie y el lago Sitidgi, el till y los sedimentos formaron la zona de los lagos Eskioma, que no fue glaciada. El delta del Mackenzie se formó cuando los aluviones inundaron los valles. El termokarst y un paisaje con núcleos de hielo tomaron forma a principios del Holoceno.

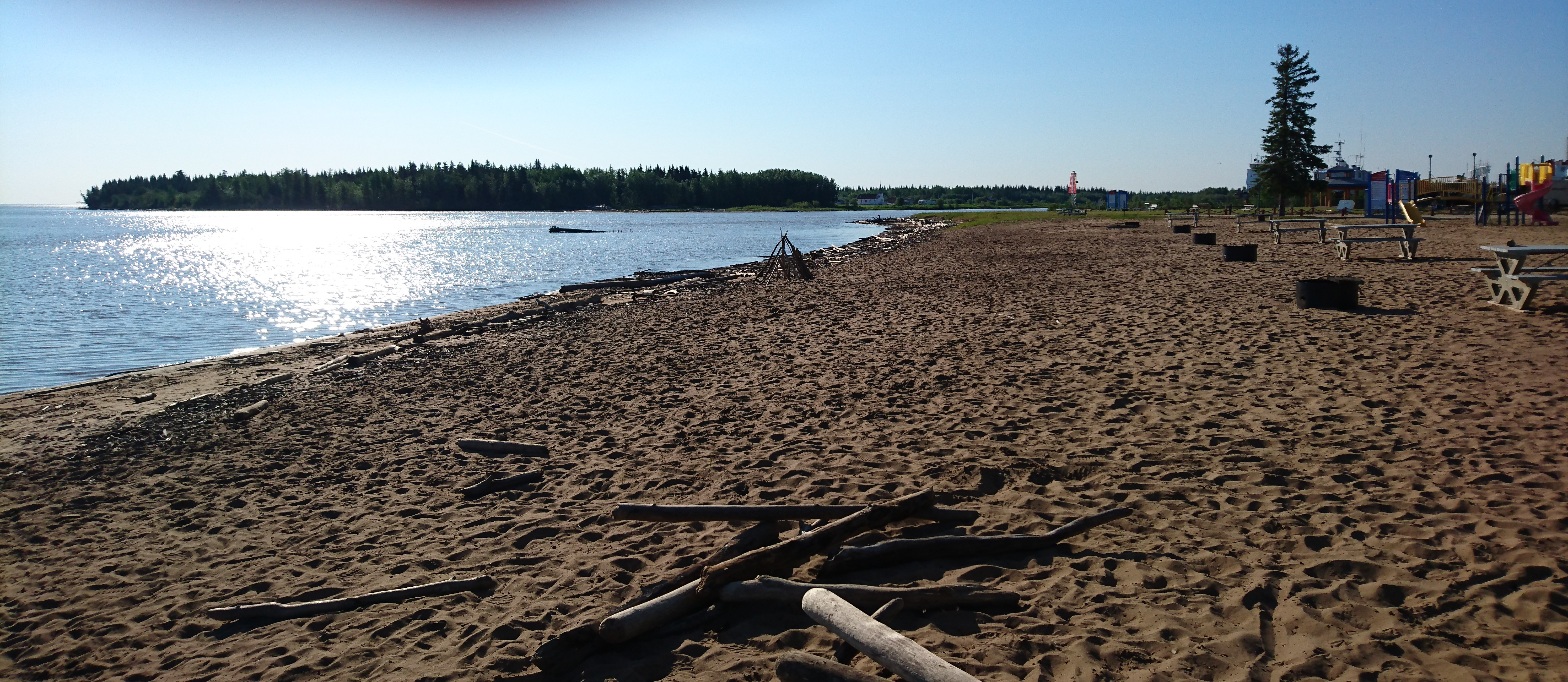
Playa en el Río Hay

El norte de Canadá y los Territorios del Noroeste son famosos por los hidratos de gas, también conocidos como clatratos de metano, es decir, gas metano congelado en sedimentos espesos, que hipotéticamente podrían provocar un intenso cambio climático si se derritieran. Reconocidos a partir de perforaciones, flujos de gas durante la perforación o datos sísmicos, no fue hasta marzo y abril de 1993 cuando se recuperaron muestras de un agujero de 451 metros de profundidad en el delta del Mackenzie.

### Medio ambiente
Alrededor del Gran Lago Esclavo, en el sur, hay varias áreas protegidas, como el Santuario de Bisontes Mackenzie en la orilla occidental, la Reserva del Río Esclavo alrededor de la desembocadura del río del mismo nombre en el lago, a la que se une hacia el suroeste el Parque Nacional Wood Buffalo, el más grande de Canadá. A ambos lados de la frontera con Yukón se encuentra, al norte, la reserva natural de Peel River Reserve y, más al sur, el Parque Nacional Nahanni, ampliado seis veces en 2009, que forma parte del Patrimonio Natural Mundial. Además, en la frontera con Yukón se encuentra la pequeña reserva de caza Norah Willis Michener Game Reserve.

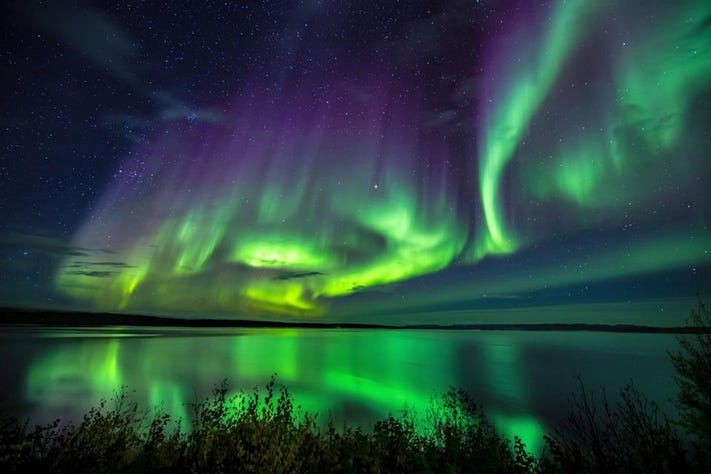
Aurora Boreal en Yellowknife

En 2016 se creó una reserva de la biosfera de la UNESCO alrededor del Gran Lago del Oso. La reserva de la biosfera Tsá Tué tiene una superficie de unos 93 300 km².
En el extremo norte, ya en el mar de Beaufort, se encuentra el Parque Nacional Aulavik, en la isla de Banks, donde viven numerosos bueyes almizcleros. En el continente, cerca de la frontera con Nunavut, se creó el Parque Nacional Tuktut Nogait (16 340 km²), y cerca de la frontera con Yukón, la Reserva de Pastoreo de Renos. Se encuentra al norte y al este de Inuvik y, además de la isla Richards, abarca las zonas alrededor de la bahía de Kugmallit y la bahía de Liverpool, y se extiende hacia el este hasta el río Anderson. 
Aquí se protegen las manadas de caribúes, especialmente las de Bluenose West y East, así como la de Cape Bathurst, esta última reconocida como manada independiente en el año 2000. Sin embargo, sus números están disminuyendo. Así, la manada de Cape Bathurst contaba con 17 500 animales en 1992, mientras que en 2006 solo quedaban 1800; Bluenose-West se redujo de 98 900 a 18 000, y Bluenose-East de 104 000 en el año 2000 a 66 200 en el año 2006.

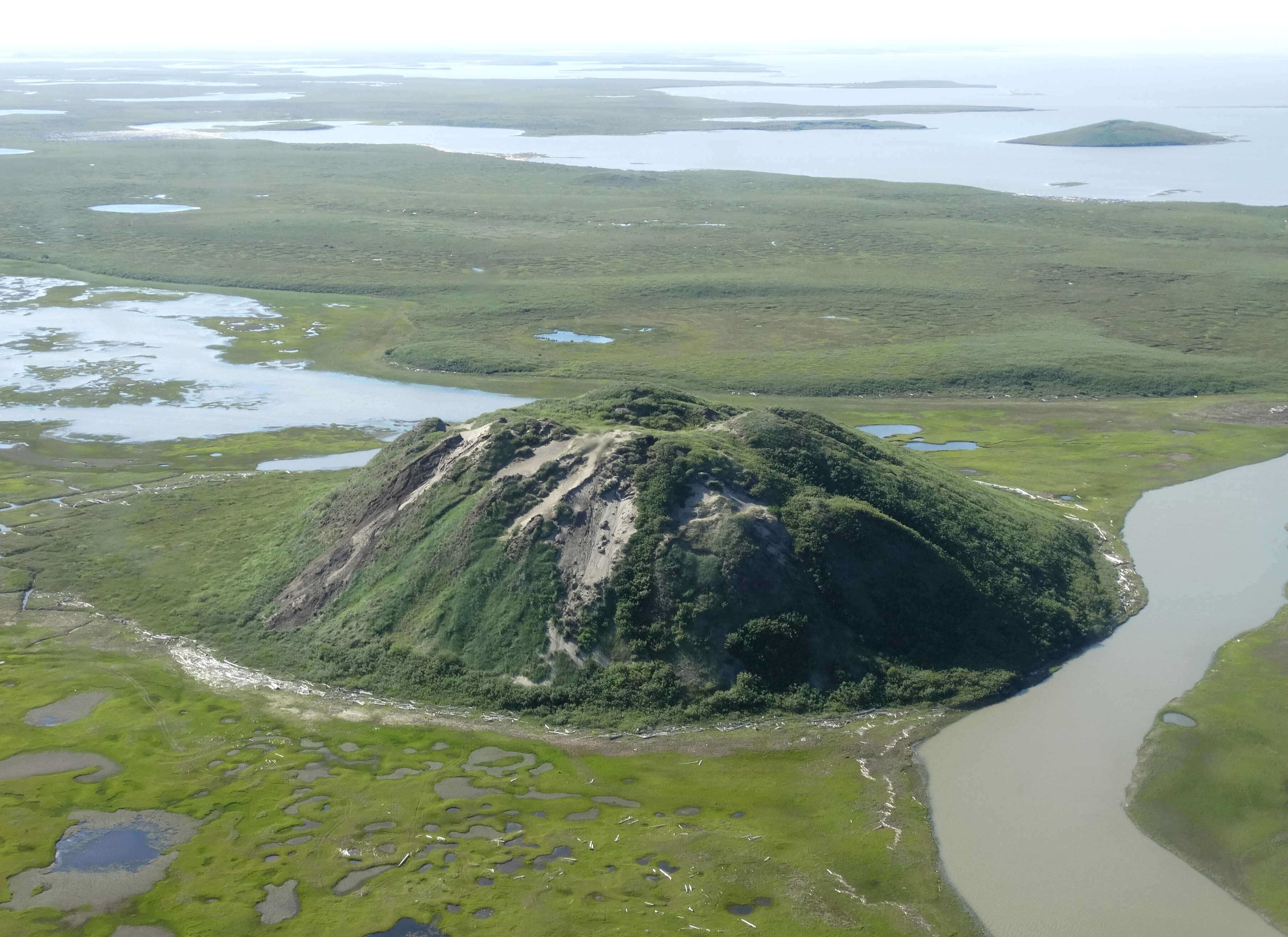
El Pingo (un tipo de accidente geográfico) más alto de Canadá

Las manadas de caribúes de todo Canadá se han reducido desde la década de 1990, lo que también se aplica a los Territorios del Noroeste, que albergan siete de estas enormes manadas de caribúes de Barrenground. A mediados de la década de 1980, contaban con al menos un millón de animales, y a mediados de la década de 1990, quizás 1,3 millones. Las manadas más pequeñas, como Cape Bathurst y Bluenose West, están disminuyendo con especial rapidez, pero también de las cuatro manadas grandes, Porcupine y especialmente Bathurst están disminuyendo considerablemente, mientras que Beverly y Qamanirjuaq en el este (es decir, lejos de los asentamientos), que en 1994 contaban con unos 500 000 animales, siguieron creciendo al menos hasta mediados de los años noventa, aunque no se dispone de más datos.
En los primeros años de la extracción de oro en el Gran Lago del Oso, a partir de 1935, se utilizó un proceso para separar el oro del mineral que liberaba grandes cantidades de polvo de óxido de arsénico (III). Entre 1951 y 1956, las cantidades de arsénico disminuyeron de 7,4 a 2,6 toneladas diarias, y en 1959 a 52 kg. En total, la mina Giant produjo durante sus 50 años de producción (hasta 1999) 237 000 toneladas de esta sustancia tóxica, que se almacenó bajo tierra. Estos depósitos se ven arrastrados por las aguas subterráneas, por lo que se han tenido que aplicar costosos procedimientos de limpieza. A esto se suman las perturbaciones de las migraciones de animales debido a la construcción de carreteras y al aumento del tráfico de camiones. La investigación de estos impactos ecológicos se centra principalmente en Bremen.

### Flora y Fauna

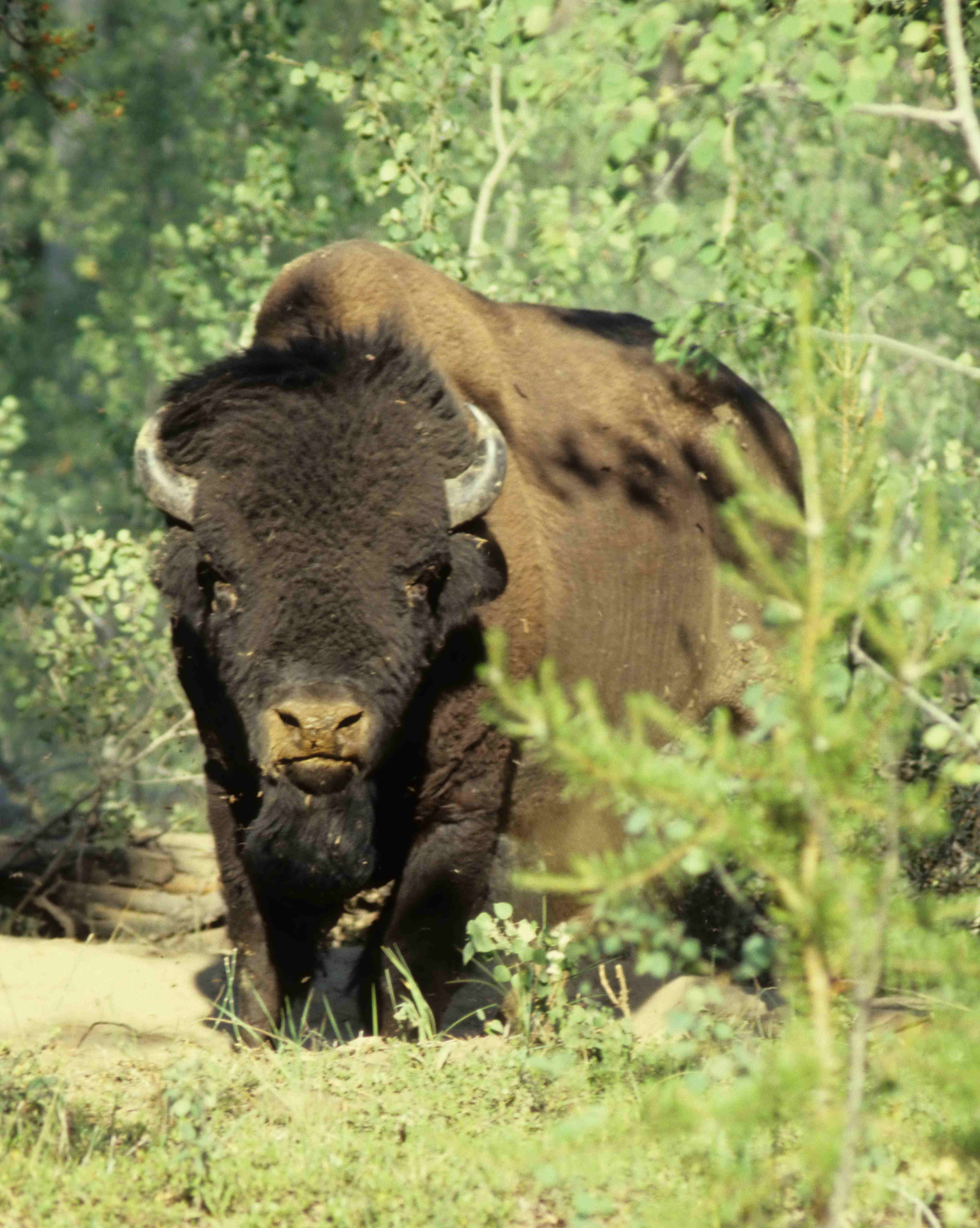
Bisonte (Bison bison) en el Parque Nacional Wood Buffalo

Mientras que el extremo occidental y meridional del territorio está cubierto por bosques boreales, que se extienden hacia el norte en el valle de Mackenzie, la mayor parte del continente (especialmente la zona entre los dos grandes lagos) está ocupada por bosques abiertos de líquenes y tundras boscosas, antes de que se supere el límite del bosque y los árboles hacia la costa. Allí y en las islas del norte se extienden vastas tundras. La población arbórea está formada principalmente por píceas negras. Más allá del límite forestal predominan las plantas cercanas al suelo, como arbustos enanos y hierbas en la tundra subpolar, y musgos y líquenes en la tundra polar de las islas más septentrionales. Allí, la única especie vegetal de mayor altura es la saxífraga púrpura (purple mountain saxifrage).
En el territorio hay siete grandes manadas de caribúes, que suman más de medio millón de animales, de las cuales la más grande es la manada de Qamanirjuaq, que vive en el este. Sin ellos, la colonización por parte de los primeros habitantes habría sido prácticamente imposible. Por otro lado, el valle del río Thompsen, en la isla de Banks, es uno de los hábitats más importantes para los bueyes almizcleros, que están protegidos en Canadá desde 1917. Sin embargo, los inuit locales pueden cazar un pequeño número de animales al año. Se estima que su número asciende a 50 000, además de los 26 000 alces, al menos 10 000 glotones y 15 000 lobos que viven en el territorio.
Los vastos y ecológicamente ricos paisajes de los Territorios del Noroeste de Canadá (NWT) albergan una flora y fauna únicas y resistentes, adaptadas a los exigentes entornos árticos y subárticos. Sin embargo, estos ecosistemas vitales se enfrentan a una creciente serie de amenazas significativas, entre las que destaca el cambio climático como el desafío más profundo y generalizado.

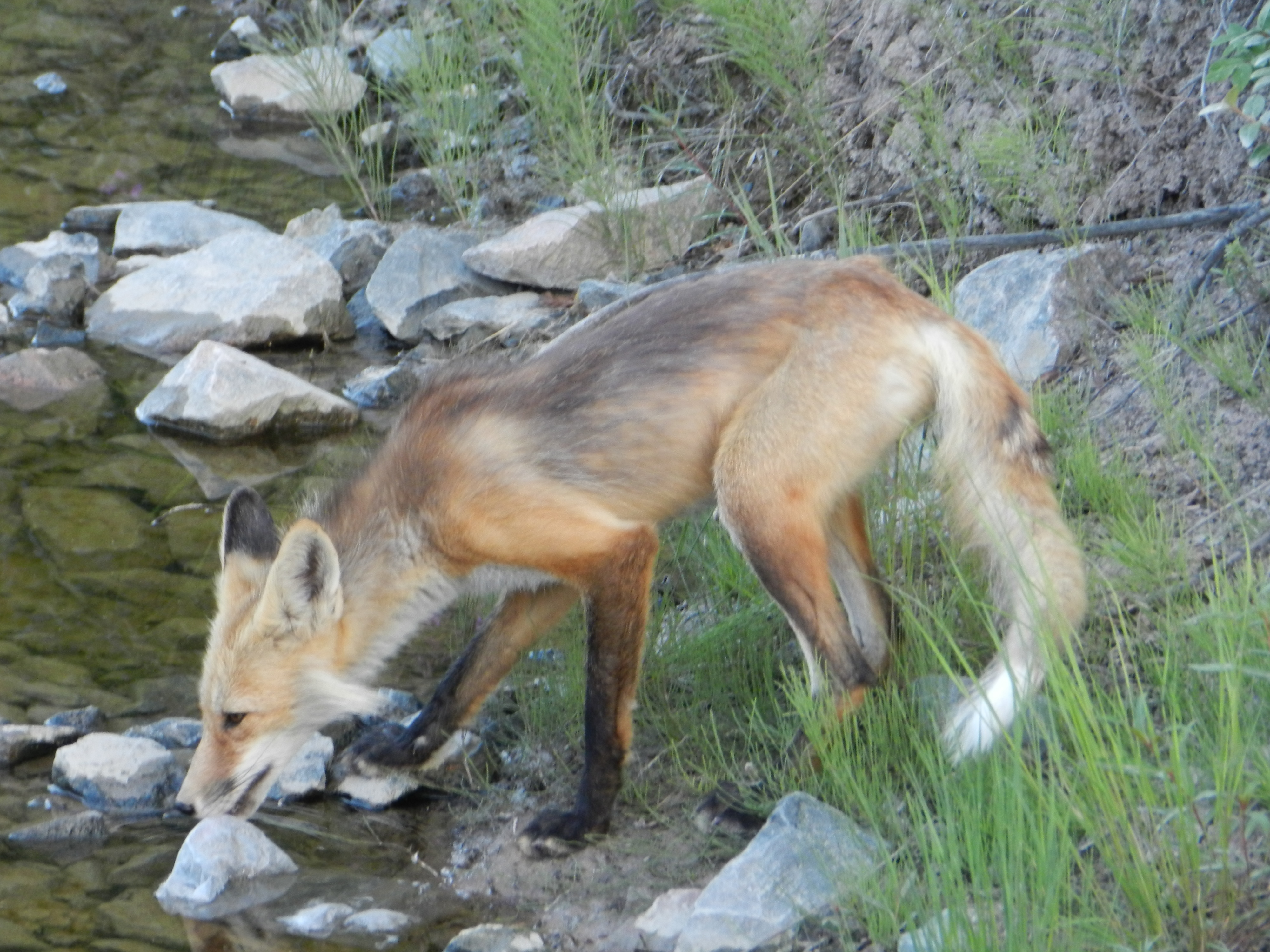
Zorro rojo (Vulpes vulpes) bebiendo agua cerca de Yellowknife

El aumento de las temperaturas globales está provocando un calentamiento acelerado en el Ártico, lo que provoca un rápido deshielo del permafrost que altera los regímenes hidrológicos, creando lagos termokársticos y alterando los patrones de drenaje cruciales para los humedales y los bosques boreales. Este deshielo también libera gases de efecto invernadero, lo que agrava el problema. 
Además, los cambios en los patrones de precipitación, el aumento de la frecuencia de fenómenos meteorológicos extremos como incendios forestales y lluvias inusuales sobre la nieve, repercuten directamente en el crecimiento de la vegetación, la disponibilidad de alimentos para la fauna silvestre y las prácticas tradicionales de recolección, lo que empuja a las especies más allá de su capacidad de adaptación.
Más allá de las grandes líneas del cambio climático, el desarrollo industrial localizado y regional supone una amenaza considerable para la biodiversidad de los Territorios del Noroeste. La minería, la exploración de petróleo y gas, y las infraestructuras asociadas, como carreteras y oleoductos, contribuyen a una pérdida, fragmentación y alteración significativas del hábitat. Estas actividades pueden destruir directamente ecosistemas sensibles, alterar las rutas migratorias de la fauna silvestre y aumentar los conflictos entre los seres humanos y la fauna silvestre. Además, la posibilidad de derrames y contaminación derivados de estas operaciones introduce contaminantes peligrosos en entornos vírgenes, lo que afecta al suelo, a las masas de agua y a la delicada cadena alimentaria, lo que en última instancia repercute en la salud y la supervivencia de los peces, las aves y los mamíferos terrestres.

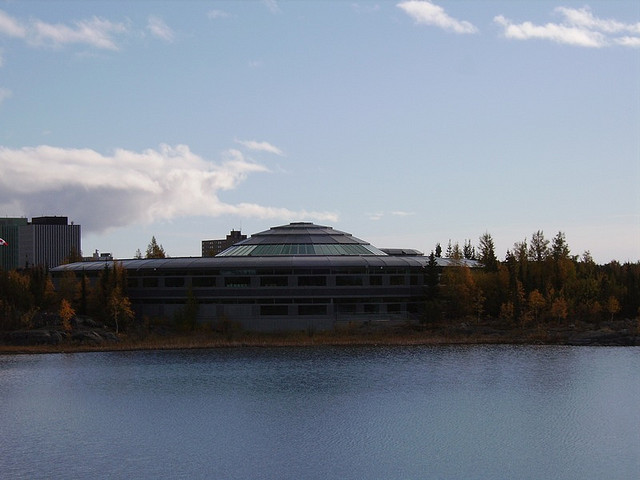
Sede Legislativa de los Territorios del Noroeste.

## Política y Gobierno
Como territorio, los Territorios del Noroeste tienen menos derechos que las provincias. Durante su mandato, el primer ministro Kakfwi presionó para que el gobierno federal concediera más derechos al territorio, incluyendo una mayor participación en los ingresos procedentes de los recursos naturales del territorio. La transferencia de competencias al territorio fue un tema importante en las vigésimas elecciones generales de 2003, y lo ha sido desde que el territorio comenzó a elegir a sus representantes en 1881.

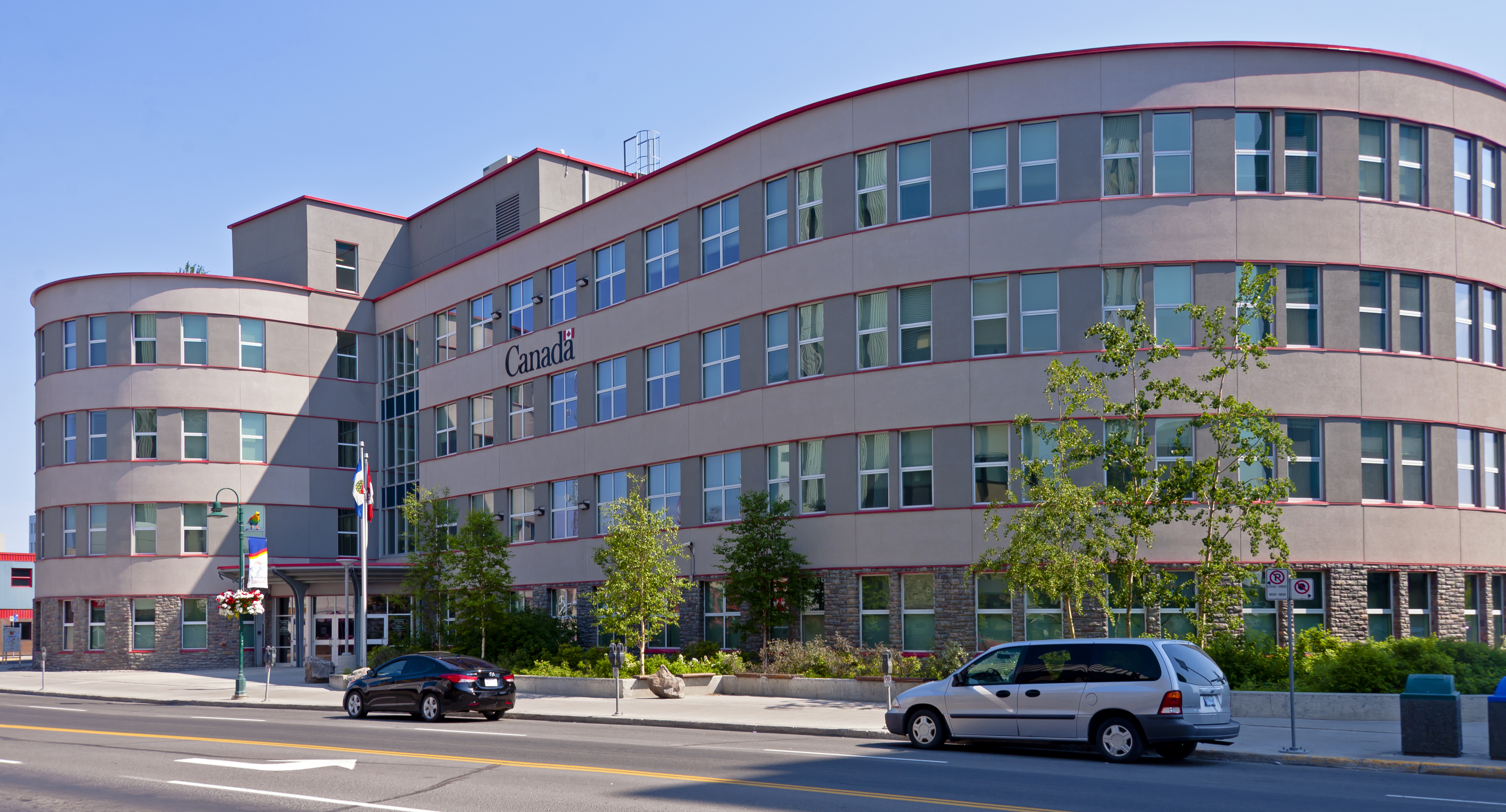
Edificio Greenstone, sede principal del Gobierno federal canadiense en Yellowknife, capital de los Territorios del Noroeste.

El comisionado de los Territorios del Noroeste es el jefe ejecutivo y es nombrado por el gobernador en consejo de Canadá por recomendación del ministro federal de Asuntos Aborígenes y Desarrollo del Norte. El cargo solía ser más administrativo y gubernamental, pero con la transferencia de más poderes a la asamblea elegida desde 1967, el cargo se ha convertido en simbólico. El comisionado tenía plenos poderes gubernamentales hasta 1980, cuando se concedió a los territorios un mayor autogobierno. La asamblea legislativa comenzó entonces a elegir un gabinete y un líder del gobierno, más tarde conocido como primer ministro. Desde 1985, el comisionado ya no preside las reuniones del consejo ejecutivo (o gabinete), y el gobierno federal ha dado instrucciones a los comisionados para que se comporten como un vicegobernador provincial. A diferencia de los vicegobernadores, el comisionado de los Territorios del Noroeste no es un representante oficial del rey de Canadá. 
A diferencia de los gobiernos provinciales y del gobierno de Yukón, el gobierno de los Territorios del Noroeste no tiene partidos políticos. Nunca ha tenido partidos políticos, excepto en el período comprendido entre 1898 y 1905. Su asamblea legislativa funciona según el modelo de gobierno por consenso. 

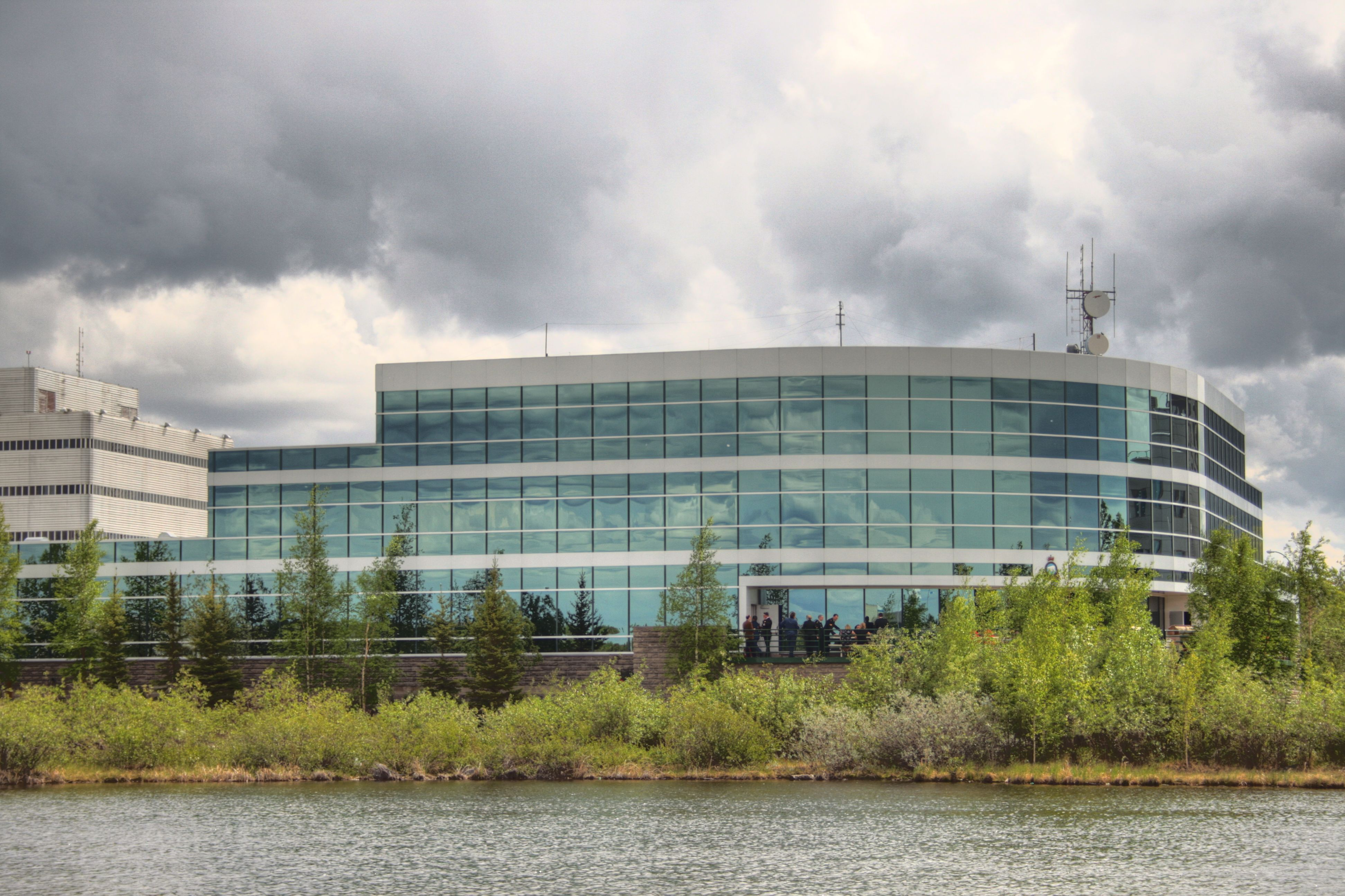
Edificio del Departamento de Defensa Nacional, Yellowknife, Territorios del Noroeste, Canadá.

El sitio web del gobierno de los Territorios del Noroeste describe el gobierno por consenso de la siguiente manera: «Los Territorios del Noroeste son una de las dos únicas jurisdicciones de Canadá que tienen un sistema de gobierno por consenso en lugar de uno basado en la política de partidos. En nuestro sistema, todos los miembros de la Asamblea Legislativa (MLA) son elegidos como independientes. Poco después de las elecciones, todos los miembros se reúnen en un comité para establecer las prioridades de la Asamblea. El comité permanece activo durante todo su mandato como foro en el que todos los miembros se reúnen en pie de igualdad. [...] En comparación con el sistema de partidos, hay mucha más comunicación entre los miembros ordinarios y el Gabinete. Todas las leyes, las políticas importantes y los presupuestos propuestos pasan por las comisiones permanentes de los miembros titulares antes de llegar a la Cámara».
La Asamblea Legislativa de los Territorios del Noroeste está compuesta por un miembro elegido de cada uno de los diecinueve distritos electorales. Después de cada elección general, la nueva asamblea elige al primer ministro y al presidente por votación secreta. Siete MLAs también son elegidos como ministros del gabinete, y el resto forma la oposición.

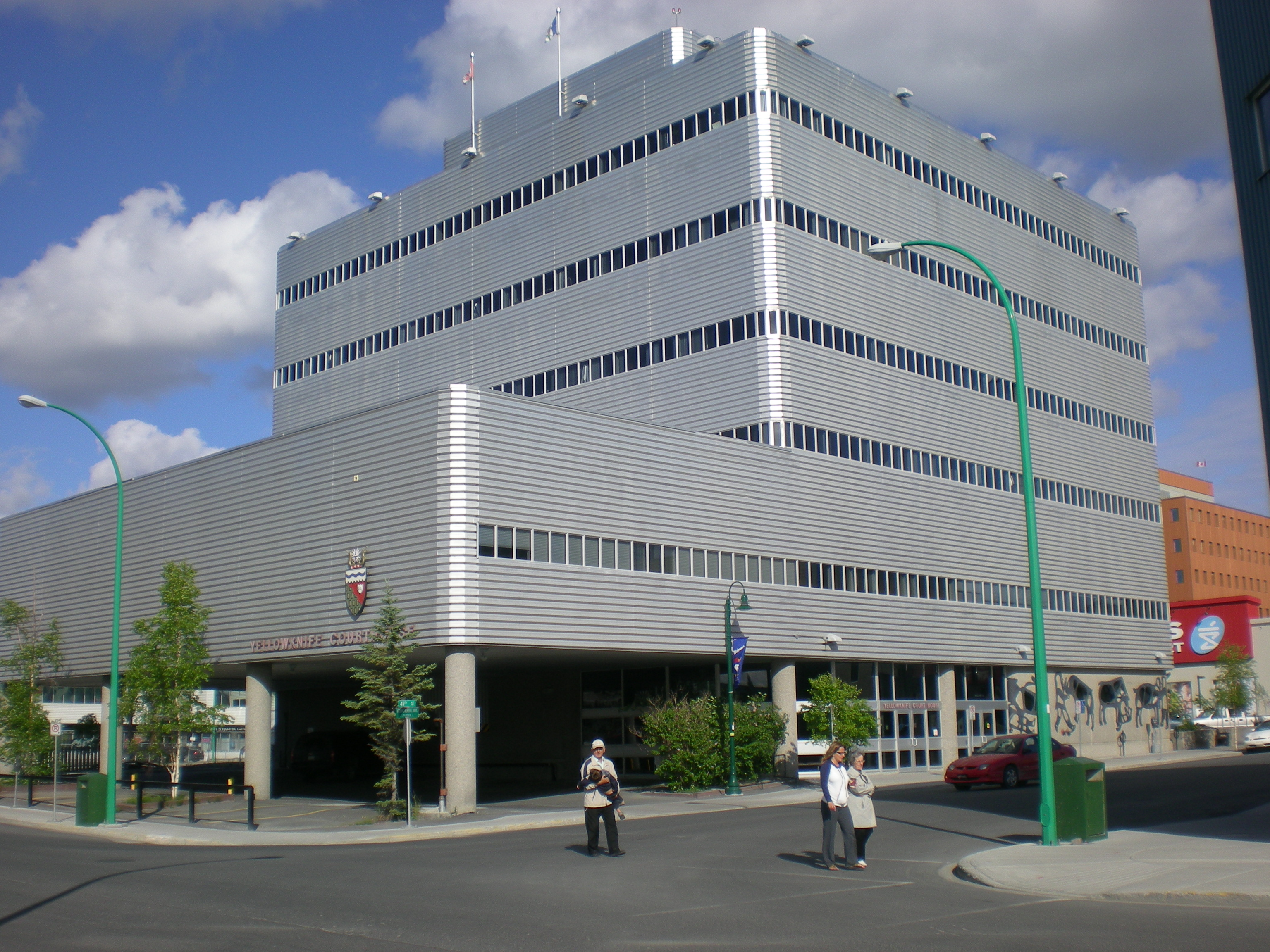
Tribunal en Yellowknife

La composición de la actual asamblea legislativa se determinó en las elecciones generales de los Territorios del Noroeste de 2023, celebradas el 14 de noviembre de 2023. R. J. Simpson fue elegido nuevo primer ministro por sus compañeros diputados el 7 de diciembre de 2023.
La diputada por los Territorios del Noroeste es Rebecca Alty (Partido Liberal). El comisionado de los Territorios del Noroeste es Gerald Kisoun.
En el Parlamento de Canadá, los Territorios del Noroeste comprenden una única división del Senado y un único distrito electoral de la Cámara de los Comunes, denominado Territorios del Noroeste (Ártico Occidental hasta 2014). Así, un único diputado representa una zona que supone casi el 14 % de la superficie terrestre de todo Canadá.

## Economía

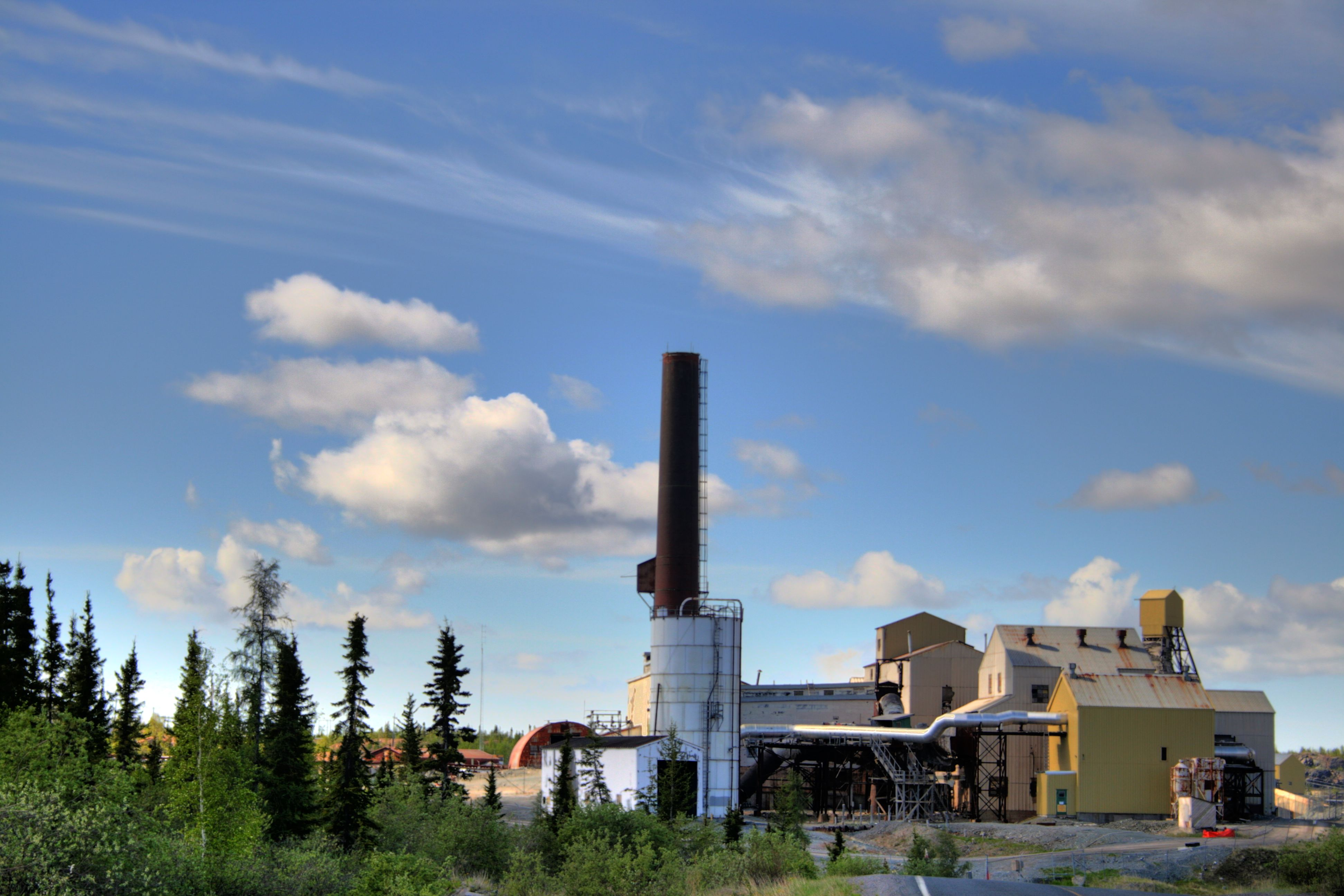
Una mina en Yellowknife

La economía de los Territorios del Noroeste se basa en la explotación de los recursos naturales. La caza con trampas solo tiene una importancia económica marginal (0,9 millones de dólares canadienses en 1999), pero aún existen alrededor de 5000 licencias de caza. La caza de ballenas ya no existe, y la única pesca significativa es la del lago Sklavensee, donde se captura casi exclusivamente pescado blanco. En el lago Sklavensee no se permite la pesca comercial. La industria maderera solo se desarrolla en el valle del Mackenzie.
En diversas minas se extraen, sobre todo desde la década de 1930, oro, uranio, plomo, zinc, plata, cobre, tungsteno y diamantes. En el año 2000, los diamantes aportaron 636 millones, el oro 56 y la plata 0,25 millones de dólares al rendimiento económico. Sin embargo, en 1999 tuvo que cerrar la mayor mina de oro, la Giant Mine, que existía desde 1935, debido a la quiebra de su propietaria, la Royal Oak Company. Además, en el delta del Mackenzie existen importantes reservas de petróleo (cerca de Norman Wells) y gas natural. Mientras que el petróleo se transporta a Alberta, el gas se envía desde Bent Horn, en la isla Cameron, a Montreal. 

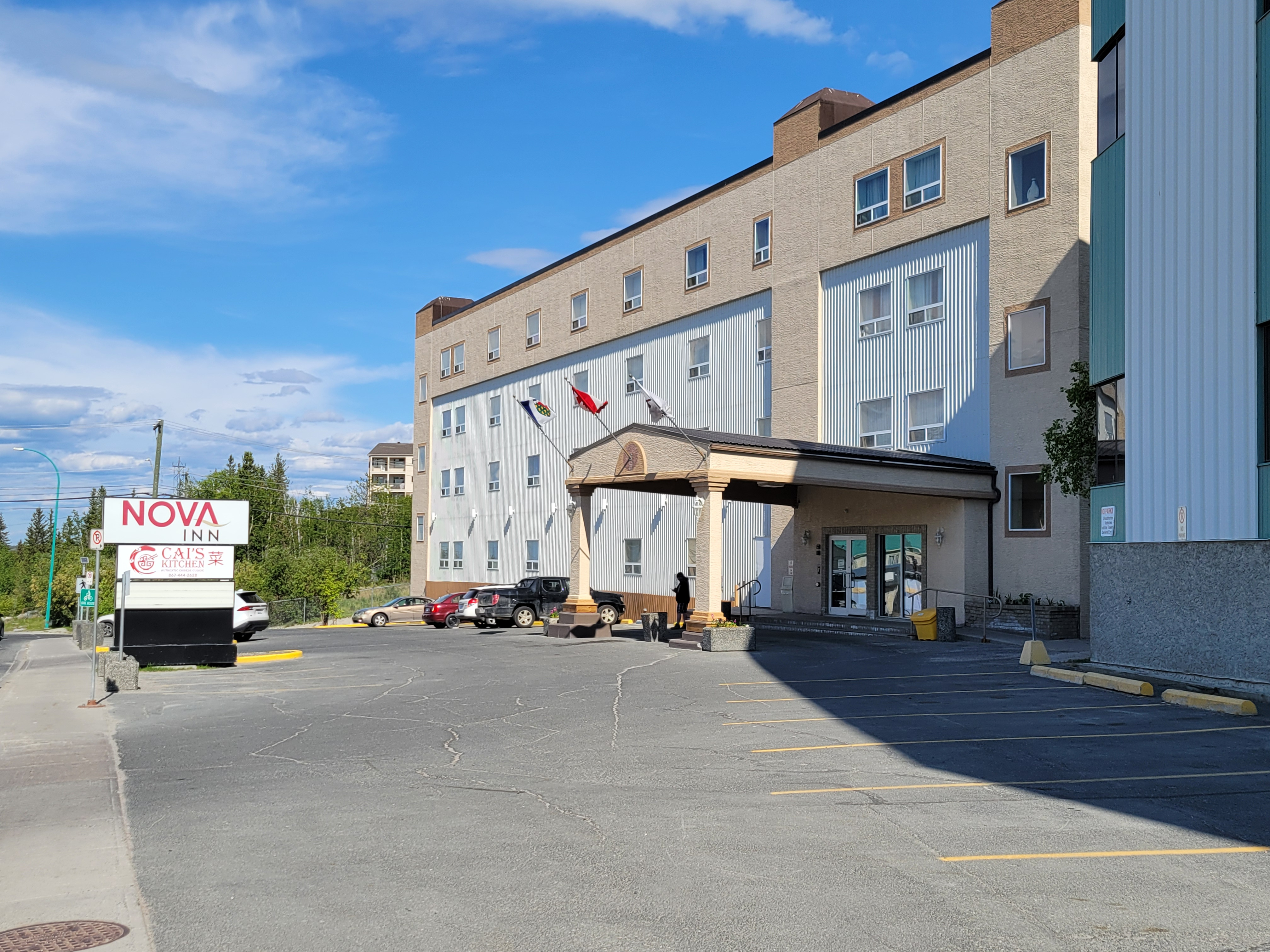
Un Hotel en Yellowknife

Hasta 1986, toda la producción canadiense de tungsteno procedía de este territorio. En total, las minas dan empleo a unos 2000 trabajadores, lo que supone aproximadamente el 15 % de los puestos de trabajo. Entre las minas de diamantes de los Territorios del Noroeste se encuentran la mina de diamantes Ekati, la mina de diamantes Diavik y la mina de diamantes Snap Lake. Las minas al norte de la ciudad de Yellowknife están aisladas del mundo exterior y solo durante dos meses al año están conectadas a la red de carreteras estadounidense a través de la carretera de hielo Tibbitt to Contwoyto Winter Road. La serie documental Ice Road Truckers trata esta particularidad.
Los productores de electricidad son Northwest Territories Power Corporation, que abastece a 49 localidades, y Northland Utilities Enterprises Ltd., que abastece a cinco localidades. En 1994, el 84 % de la capacidad correspondía a la primera empresa. Aproximadamente tres cuartas partes de la energía procedían de fuentes térmicas y una cuarta parte de energía hidroeléctrica, es decir, de centrales eléctricas situadas en Yellowknife, Snare (tres centrales eléctricas) y Taltson.

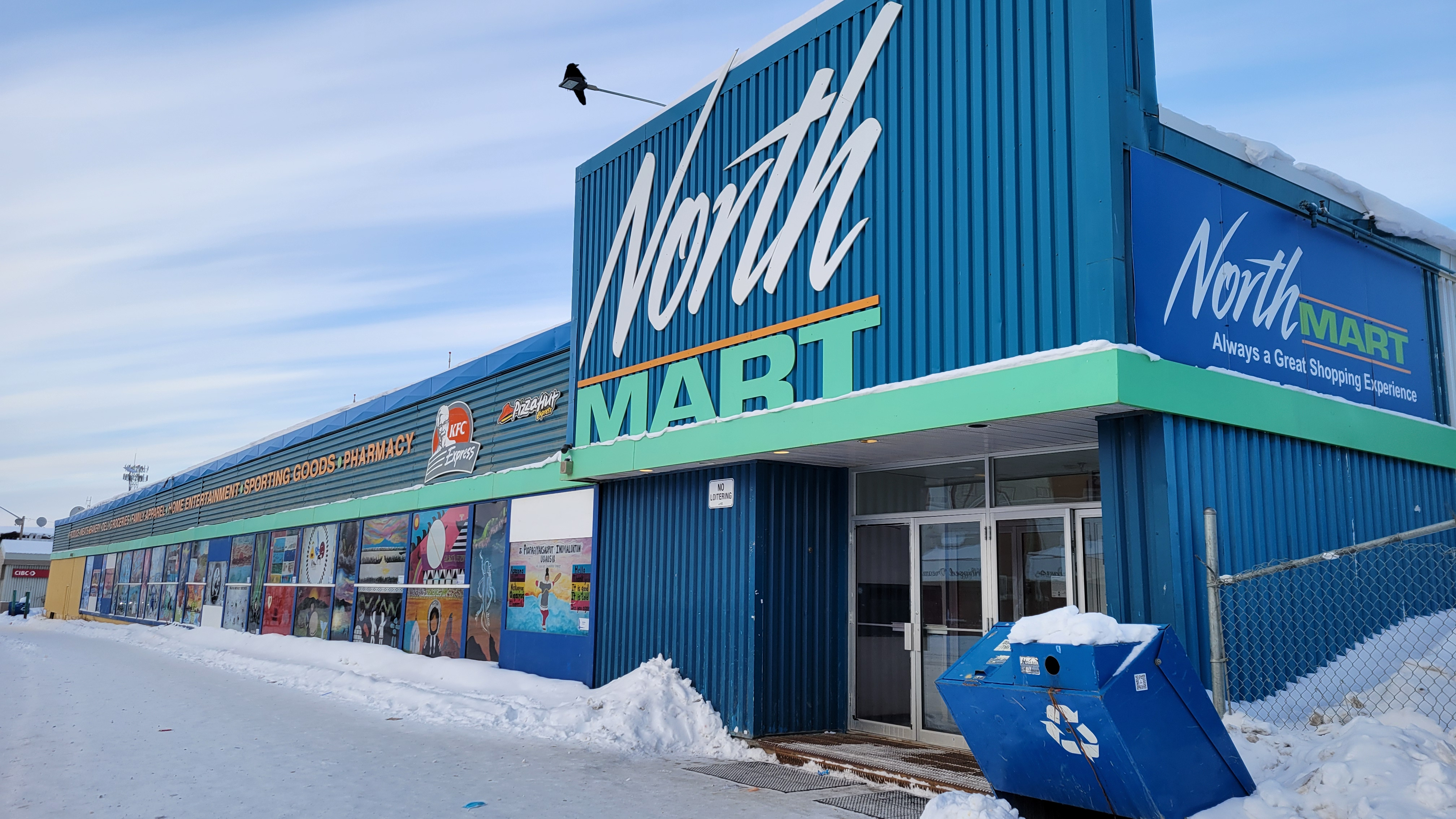
Un supermercado en Inuvik

Aunque en el sur se practica algo de agricultura, la mayor parte de los alimentos se importan, y los bajos precios impiden el desarrollo de la agricultura local. Aproximadamente la mitad de la población trabaja en el sector servicios y alrededor de una quinta parte en la administración pública. Debido a los recursos minerales y a la población relativamente escasa, los Territorios del Noroeste tienen el producto interior bruto per cápita más alto de todas las provincias y territorios de Canadá.  De hecho, su PIB per cápita de 97 923 dólares canadienses lo clasificaría como primero en el mundo si fuera considerado como un país, por delante de Luxemburgo (con un PBI nominal de aproximadamente 83 000 dólares canadienses).
El turismo está cobrando cada vez más importancia, aunque la región no es de fácil acceso. Los parques nacionales contribuyen de manera significativa a ello, aunque también crean puestos administrativos. Así, Wood Buffalo se administra desde Fort Smith, Nahanni desde Fort Simpson y Aulavik desde Sachs Harbour.
Por último, el mercado del arte contribuye de manera significativa a los ingresos familiares de los indígenas, como por ejemplo las grabados y esculturas de los inuit. Casi 50 cooperativas proporcionan trabajo e ingresos a unas 5000 personas. Estas cooperativas también gestionan hoteles, restaurantes y tiendas.
El gran territorio goza de unos vastos recursos geológicos que incluyen diamantes, oro y gas natural. En particular, los diamantes de los Territorios del Noroeste son ofrecidos como una alternativa ética que alivie los riesgos de apoyar conflictos para adquirir los llamados «diamantes de guerra». Sin embargo, su explotación también ha provocado preocupaciones ambientales.

### Principales minas del territorio
Las explotaciones más destacadas son:

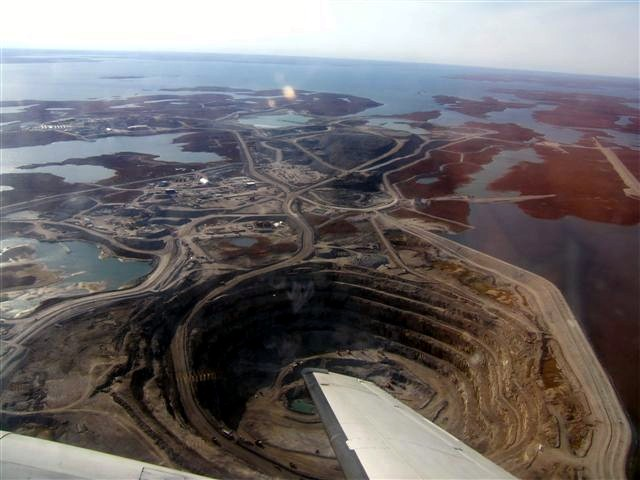
Mina de diamantes Diavik en la región Slave del Norte.

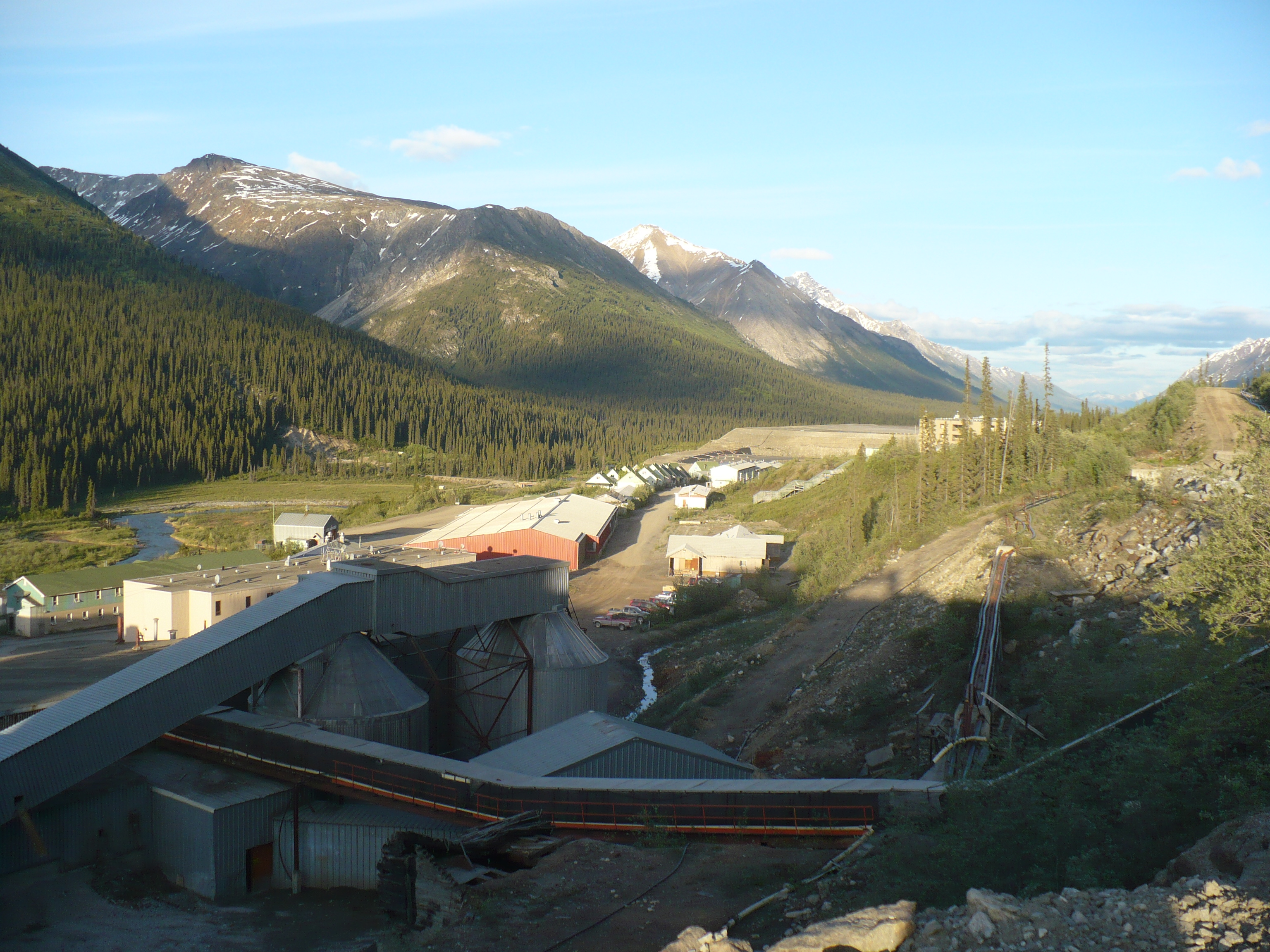
Mina Cantung.

- mina Eldorado: 1933-40, 1942-60, 1976-82 (radio, uranio, plata, cobre)
- mina Con: 1938-2003 (oro)
- mina Negus: 1939-52 (oro)
- mina Ptarmigan and Tom: 1941-42, 1986-97 (oro)
- mina Thompson-Lundmark: 1941-43, 1947-49 (oro)
- mina Giant: 1948-2004 (oro)
- mina Discovery: 1950-1969 (oro)
- mina Rayrock: 1957-1959 (uranio)
- mina Camlaren: 1962-1963, 1980-1981 (oro)
- mina Cantung: 1962-1986, 2002-2003, 2005-actualidad (tungsteno)
- mina Echo Bay Mines Limited - 1964-75 (plata y cobre)
- mina Pine Point: 1964-88 (plomo y zinc)
- mina Tundra: 1964-68 (oro)
- mina Terra: 1969-1985 (plata y cobre)
- mina Salmita: 1983-87 (oro)
- mina Colomac: 1990-92, 1994-97 (oro)
- mina de diamantes Ekati: 1998-actualidad (diamantes)
- mina de diamantes Diavik: 2003-actualidad (diamantes)
- mina de diamantes De Beers Snap Lake: 2007-actualidad (diamantes)

## Demografía
De acuerdo con el censo canadiense de 2001, los 10 grupos étnicos principales en los Territorios del Noroeste eran:
- Primeras Naciones - 36 %
- Canadienses - 19,6 %
- Ingleses - 16,6 %
- Escoceses - 14 %
- Irlandeses - 12,0 %
- Esquimales - 11,2 %
- Franceses - 10,4 %
- Alemanes - 8,1 %
- Métis - 8 %
- Ucranianos - 3,4 %

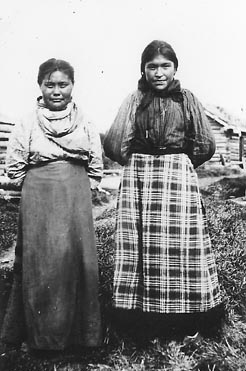
Jóvenes Slavey, río Mackenzie, Territorios del Noroeste, 1899.

Población de los Territorios del Noroeste desde 1871
| Año  | Población     | 5 años % cambio | 10 años % cambio | Posición entre provincias y territorios |
| ---- | ------------- | --------------- | ---------------- | --------------------------------------- |
| 1871 | 48 000        | n/a             | n/a              | 6                                       |
| 1881 | 56 446        | n/a             | 17,6             | 7                                       |
| 1891 | 98 967        | n/a             | 75,3             | 7                                       |
| 1901 | (*) 20 129    | n/a             | -79,7            | 11                                      |
| 1911 | (**) 6507     | n/a             | -67,7            | 11                                      |
| 1921 | 8143          | n/a             | 25,1             | 10                                      |
| 1931 | 9316          | n/a             | 14,4             | 10                                      |
| 1941 | 12 028        | n/a             | 29,1             | 10                                      |
| 1951 | 16 004        | n/a             | 33,1             | 11                                      |
| 1956 | 19 313        | 20,7            | n/a              | 11                                      |
| 1961 | 22 998        | 19,1            | 43,7             | 11                                      |
| 1966 | 28 738        | 25,0            | 48,8             | 11                                      |
| 1971 | 34 805        | 21,1            | 51,3             | 11                                      |
| 1976 | 42 610        | 22,4            | 48,3             | 11                                      |
| 1981 | 45.740        | 7,3             | 31,4             | 11                                      |
| 1986 | 52.235        | 14,2            | 22,6             | 11                                      |
| 1991 | 57 649        | 10,3            | 26,0             | 11                                      |
| 1996 | 64 402        | 11,7            | 23,2             | 11                                      |
| 2001 | (***) 37 360  | -42,0           | -35,2            | 11                                      |
| 2006 | (****) 41 464 | 12,0            | -35,0            | 11                                      |

Notas:

(*): El Territorio de Yukón fue cedido de los Territorios del Noroeste en 1898.
(**): Alberta y Saskatchewan fueron creados de parte de los Territorios del Noroeste en 1905.
(***): Los datos hasta 1996 incluyen a Nunavut. Los datos de 2001 no incluyen a Nunavut.

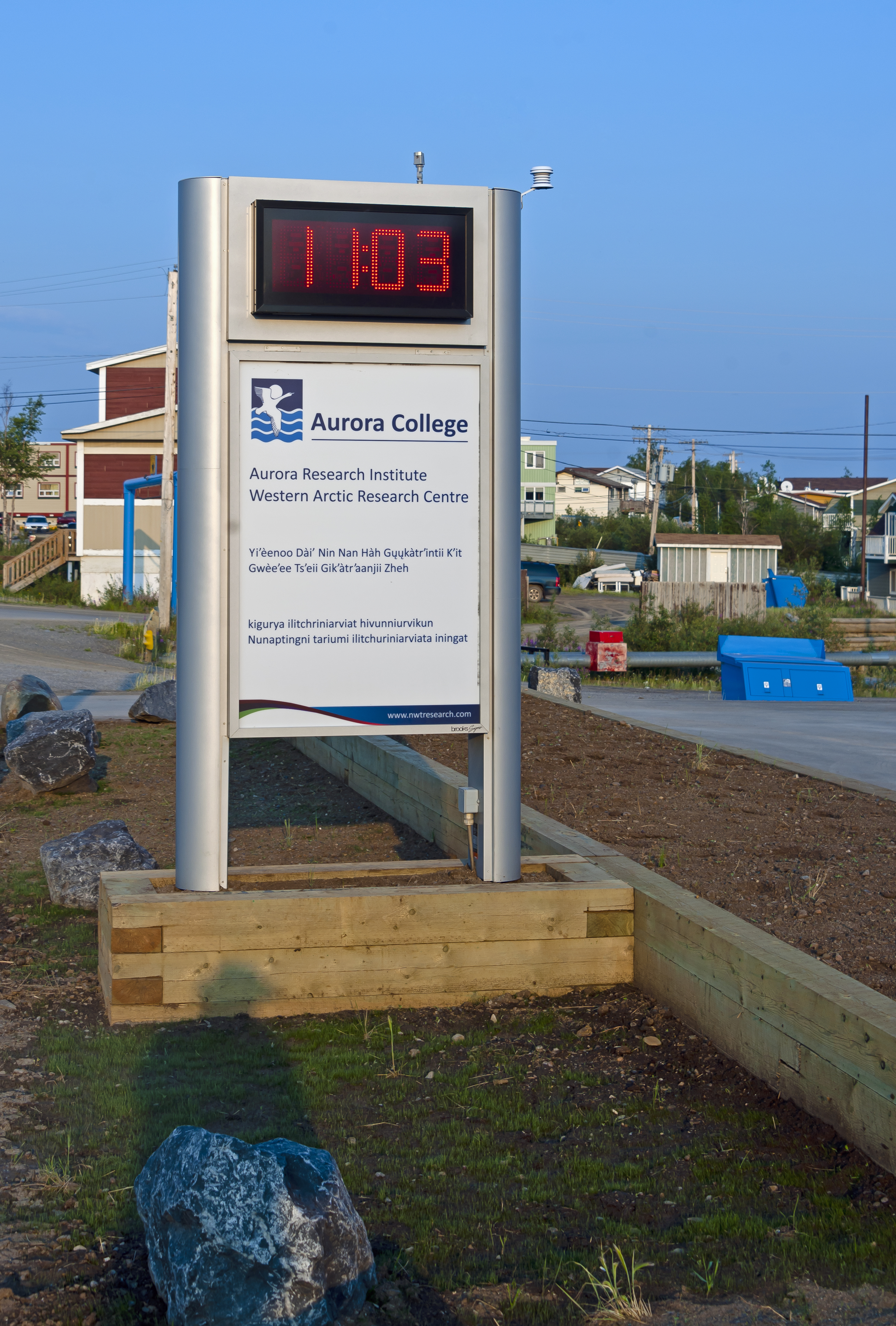
Cartel en Inuvik escrito en inglés, inuit y el gwich'in

(****): Datos del censo de 2006.
Fuente: Statistics Canada

### Idiomas
El gobierno elegido convirtió el francés en un idioma oficial en la Sección 11 del Acta de los Territorios del Noroeste de 1877, que recibió el Asentimiento Real el 28 de abril de 1877. Antes de esto, el francés era un idioma oficial mientras los Territorios del Noroeste fueron administrados conforme al Acta de Manitoba entre 1870 y 1875. La cuestión se volvió candente cuando el teniente gobernador Joseph Royal leyó el Discurso del Trono en francés el 31 de octubre de 1888. La clamorosa protesta hizo que Royal leyera su segundo discurso del trono solo en inglés. 
El 28 de octubre de 1889, la cuestión quedó estancada cuando se tomó la «Resolución del Idioma», una moción que declaró que la asamblea no necesitaba el reconocimiento oficial de idiomas. La votación fue de 17 contra 2. Pero esto no duró, porque el gobierno federal se implicó, y advirtió al teniente gobernador Royal que comenzara a dar discursos en francés otra vez, y trató de legislar el bilingüismo oficial en el territorio de nuevo, a través de la Cámara de los Comunes canadiense. Sin embargo el proyecto de ley fue derrotado en la segunda lectura.
La interferencia del gobierno de Canadá causó que los miembros elegidos para la asamblea favorecieran al inglés como el único idioma oficial. El 19 de enero de 1892 el primer ministro territorial Frederick Haultain promovió una moción para que solo el inglés fuera empleado en la Asamblea. El movimiento pasó la división con 20 votos a favor y 4 en contra.
A principios de los años 1980, el gobierno de los Territorios del Noroeste estaba otra vez bajo la presión del gobierno federal para presentar de nuevo al francés como idioma oficial. Algunos miembros nativos abandonaron la Asamblea, protestando porque no les permitirían utilizar su propio idioma. El consejo ejecutivo designó un comité especial de miembros de la Asamblea Legislativa para estudiar el tema. Estos decidieron que, si el francés debía ser un idioma oficial, entonces también lo deberían ser los otros idiomas de los territorios.

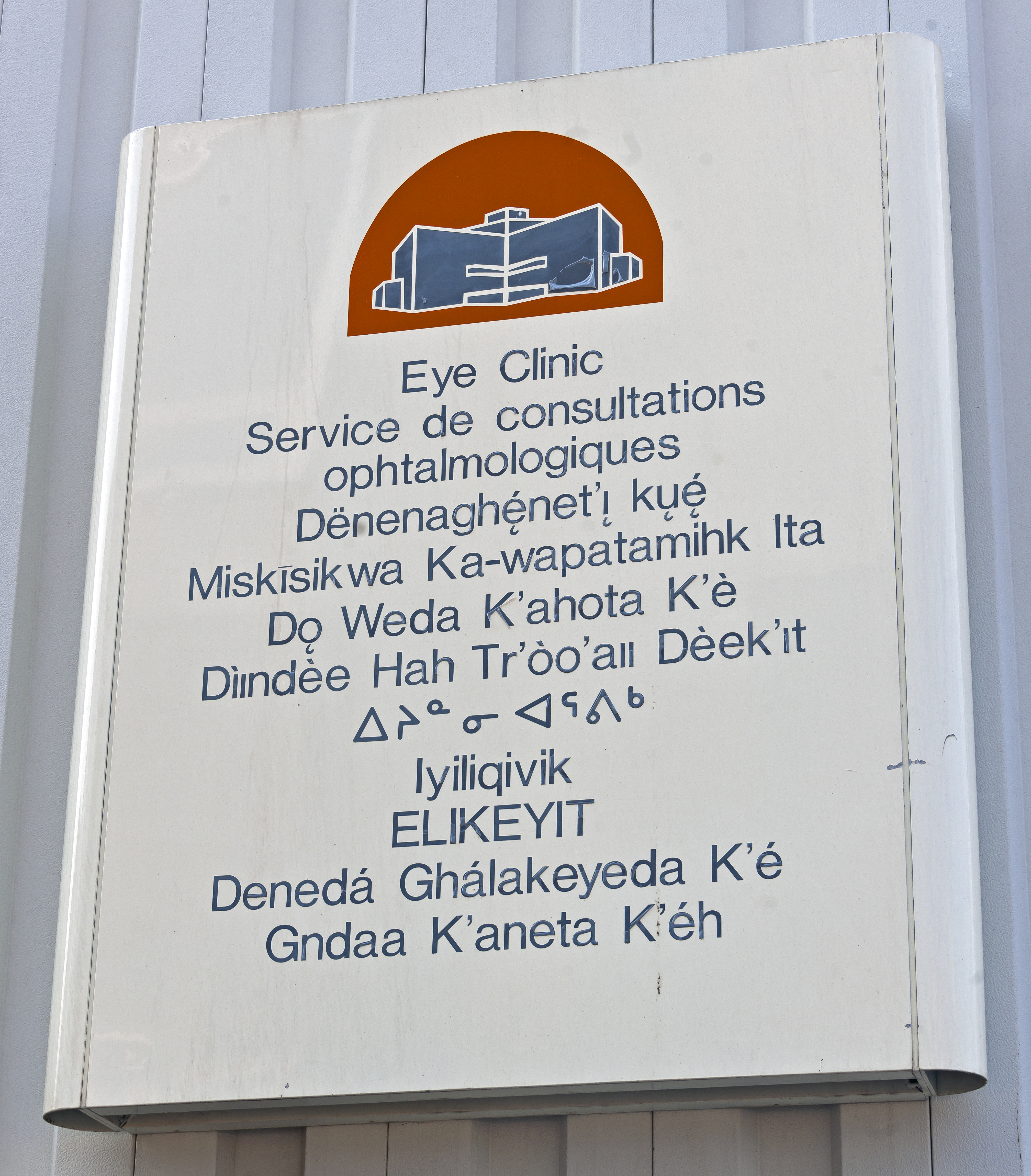
Cartel de una clínica oftalmológica pública en Yellowknife, con los 11 idiomas oficiales de los Territorios del Noroeste

La Ley de Idiomas Oficiales de los Territorios del Noroeste reconoce los siguientes once idiomas oficiales:
- Chipewyan
- Cree
- Dogrib
- Francés
- Gwich'in
- Inglés
- Inuinnaqtun
- Inuktitut
- Inuvialuktun
- Slave norte
- Slave sur

Los residentes de los Territorios del Noroeste tienen el derecho de usar cualquiera de los susodichos idiomas en un tribunal territorial y en debates y procedimientos de la legislatura. Sin embargo, las leyes implican obligatoriedad jurídica solo en sus versiones francesa e inglesa, y el gobierno solo publica leyes y otros documentos en los otros idiomas oficiales del territorio cuando la legislatura lo demanda. 
Además, el acceso a servicios en cualquier idioma está limitado con instituciones y circunstancias donde hay demanda significativa de ese idioma o donde es razonable esperarlo dada la naturaleza de los servicios solicitados. En la práctica esto significa que los servicios en idioma inglés están universalmente disponibles, y no está garantizado que otros idiomas, incluido el francés, sean empleados por cualquier servicio, en particular del gobierno, excepto en los tribunales.

#### Lengua materna
Los resultados del censo de 2006 mostraron una población de 41 464 habitantes.

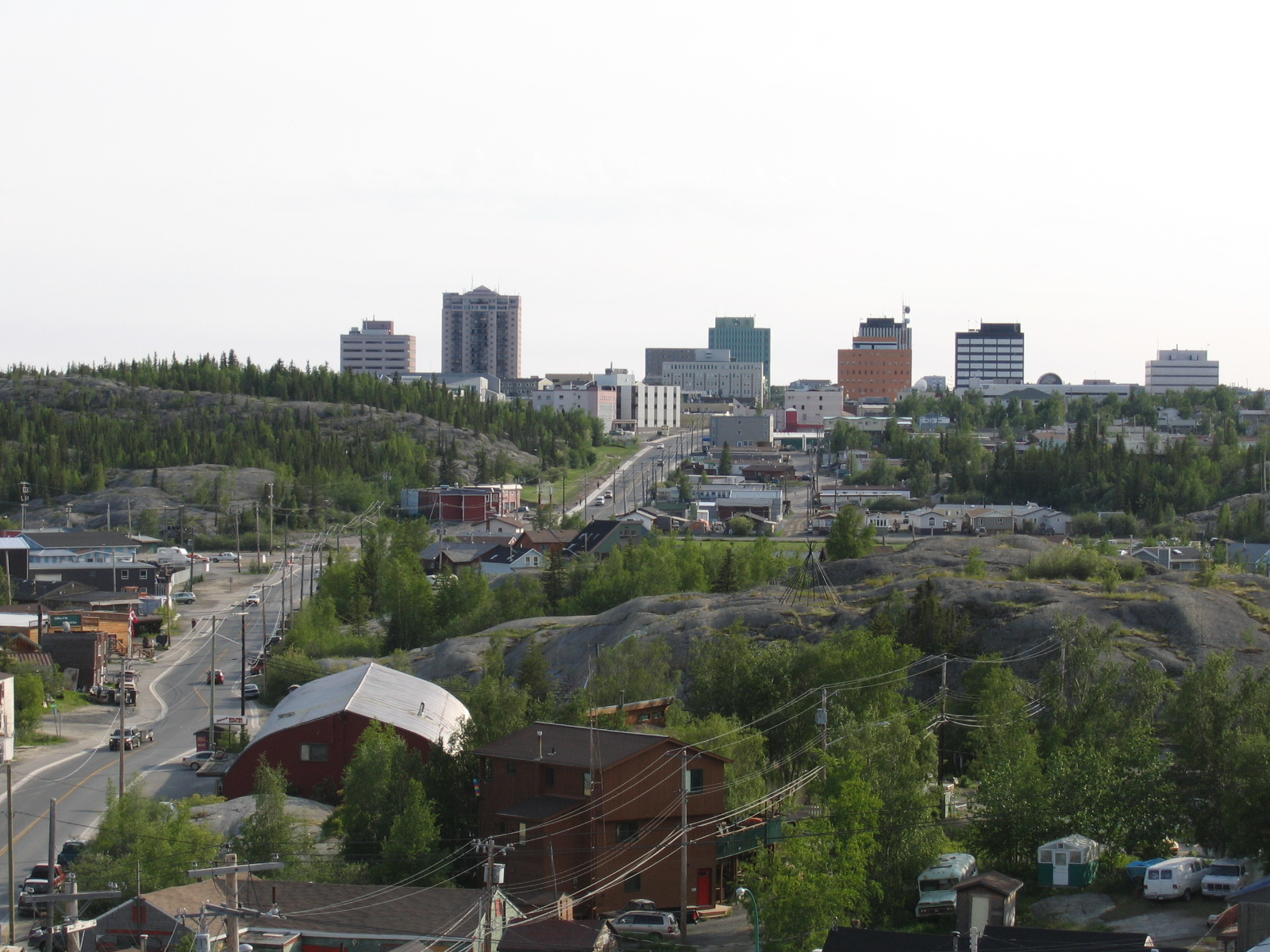
Yellowknife, capital de los Territorios del Noroeste.

De las 40 680 respuestas singulares del censo concernientes a la lengua materna, los idiomas con más respuestas fueron:
| 1  | Inglés      | 31 545 | 77,5 % |
| 2  | Dogrib      | 1950   | 4,8%   |
| 3  | Slave sur   | 1285   | 3,2 %  |
| 4  | Francés     | 975    | 2,4 %  |
| 5  | Slave norte | 835    | 2,1 %  |
| 6  | Inuktitut   | 695    | 1,7 %  |
| 7  | Tagalo      | 505    | 1,2 %  |
| 8  | Chipewyan   | 390    | 1,0 %  |
| 9  | Vietnamita  | 305    | 0,8 %  |
| 10 | Mandarín    | 260    | 0,6 %  |
| 11 | Cree        | 190    | 0,5 %  |
| 11 | Alemán      | 190    | 0,5 %  |
| 11 | Gwich'in    | 190    | 0,5 %  |

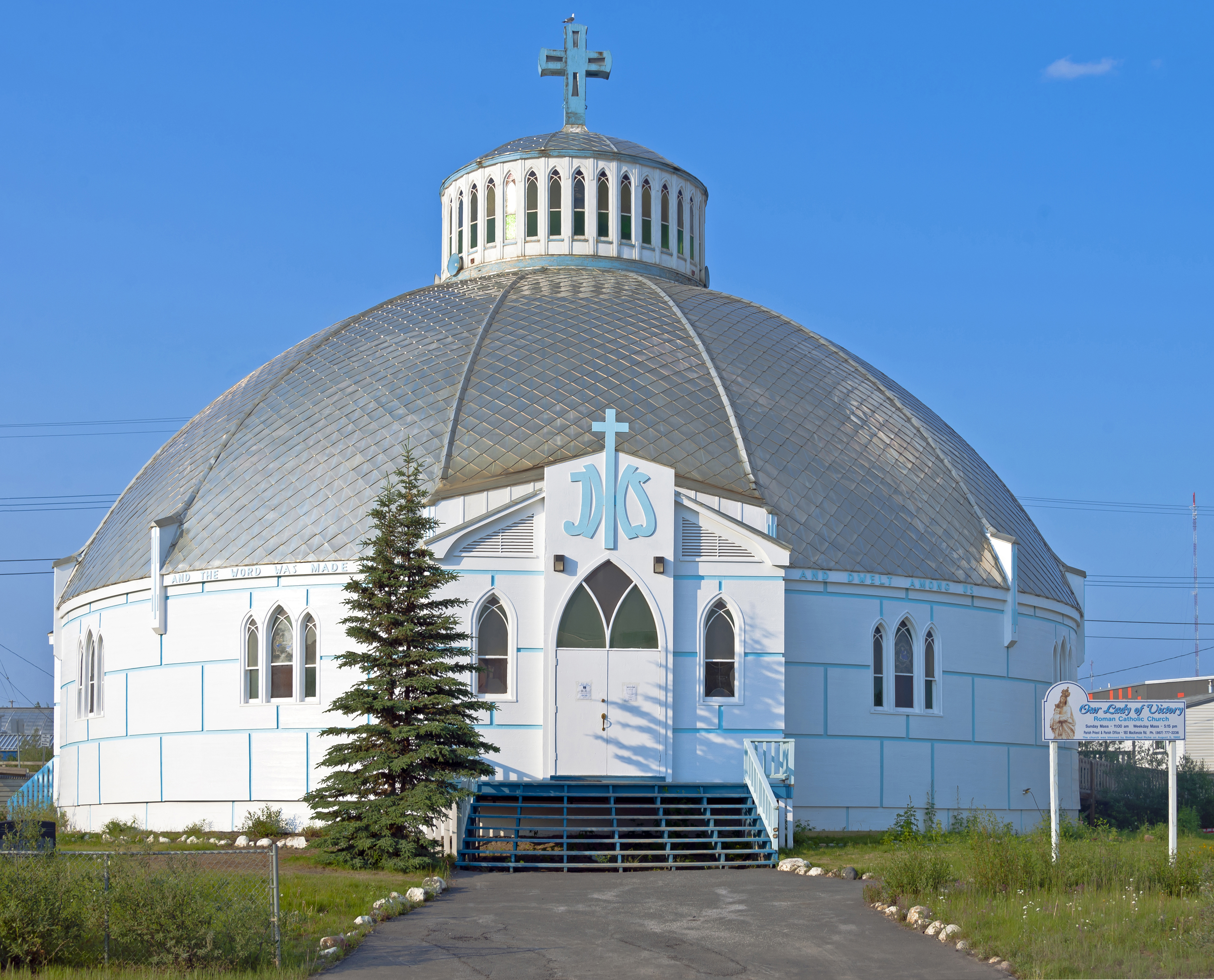
Iglesia de Nuestra Señora de la Victoria en Inuvik

Había también 320 respuestas tanto del inglés como 'de un idioma no oficial'; 15 tanto de francés como de 'un idioma no oficial'; 45 tanto de inglés como de francés, y aproximadamente 400 personas no respondieron a la pregunta, o respondieron múltiples idiomas no oficiales o dieron una respuesta no enumerada. Los idiomas oficiales de los Territorios del Noroeste son mostrados en negrita (los datos mostrados son para el número de respuestas de idioma único y el porcentaje de respuestas de idioma único totales).

### Religión
La mayor parte de la población de los territorios del Noroeste son cristianos, como resultado de muchos años de la evangelización que llegó con la colonización europea de esta parte de Canadá. La Iglesia con mayor número de fieles es la Iglesia católica, con un 46,7 %, seguida de la Iglesia anglicana, con un 14,9 %, y de la Iglesia Unida de Canadá, con un 6 %. Los territorios del Noroeste, junto a Quebec, Nuevo Brunswick y la Isla del Príncipe Eduardo, son las únicas entidades territoriales de Canadá en que la Iglesia Católica es el culto mayoritario.

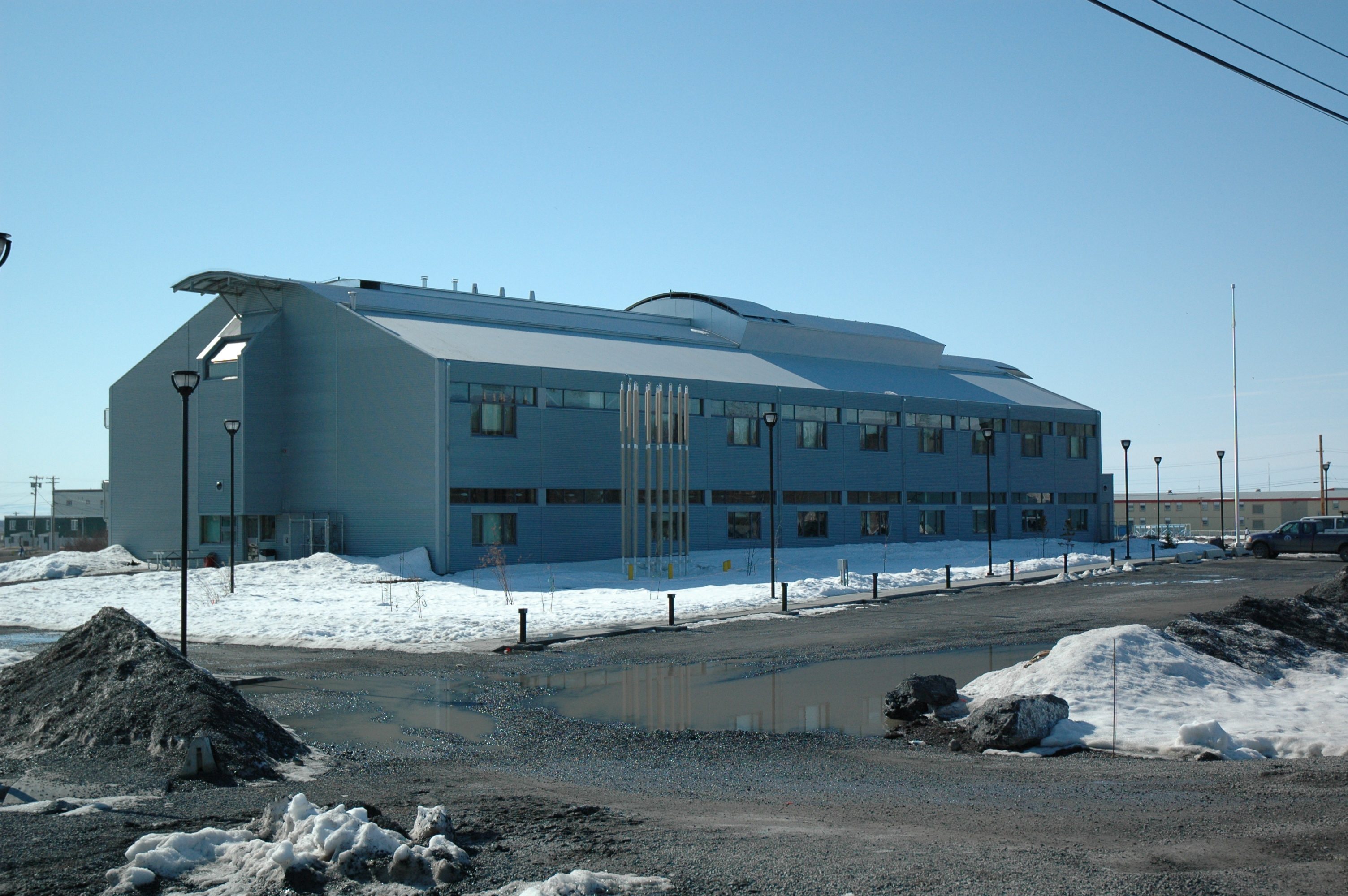
El Colegio Aurora en Inuvik,

### Educación
La educación superior en los Territorios del Noroeste traza el desarrollo y la expansión de la educación superior (también descrita como educación postsecundaria o terciaria) en los Territorios del Noroeste de Canadá. En este país, la educación es una competencia provincial o territorial y no existe una regulación nacional ni un organismo de acreditación.
Solo hay una institución de educación postsecundaria en los Territorios del Noroeste: el Aurora College.
El antiguo Arctic College se dividió en el Aurora College y el Nunavut Arctic College cuando se creó el territorio de Nunavut en 1999. El Aurora College tiene campus en Inuvik, Fort Smith y Yellowknife. Cuenta con centros de aprendizaje en muchas otras comunidades de los Territorios del Noroeste.

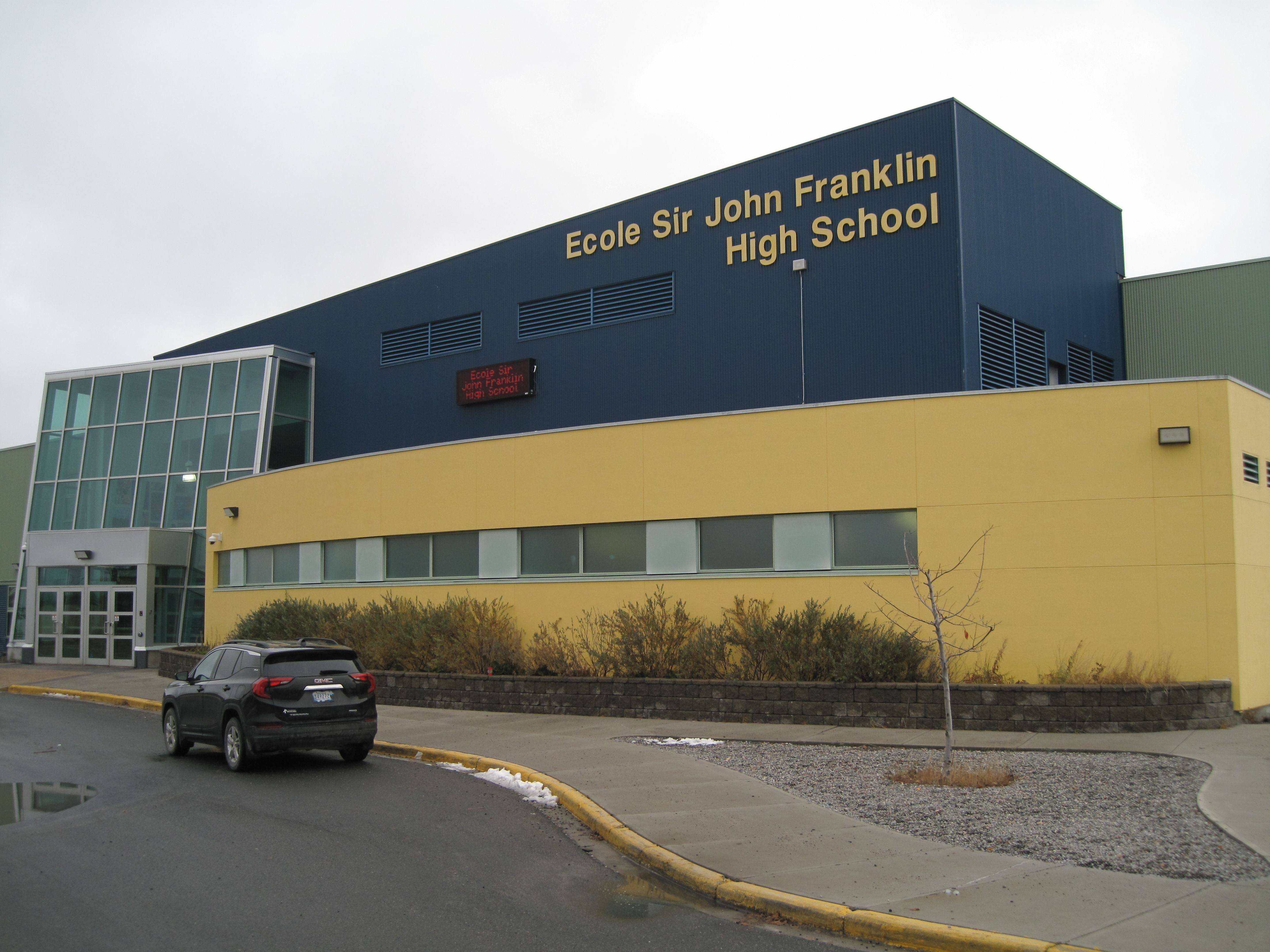
La École Sir John Franklin High School

La superficie territorial que comprende los Territorios del Noroeste ha evolucionado desde su creación en 1870. Este artículo presenta una cronología de la educación superior en los Territorios del Noroeste antes de la separación de Nunavut en 1999.
Hasta 1945, las organizaciones y misiones de las iglesias anglicana y católica  eran las principales responsables de la educación en los Territorios del Noroeste, y las escuelas y residencias de estudiantes cercanas se establecían normalmente en las ciudades más pobladas. A partir de 1959, el Gobierno federal de Canadá puso en marcha programas que le llevarían a interesarse y participar más en el sistema educativo de los Territorios. Durante la década de 1960, el Gobierno construyó escuelas en las comunidades donde se habían asentado recientemente los pueblos indígenas y contrató a profesores para estas nuevas escuelas. En 1969, la competencia en materia de educación se transfirió oficialmente al Gobierno de los Territorios del Noroeste, bajo su Departamento de Educación.
En 1969 se creó el Centro de Formación Profesional para Adultos (AVTC) en Fort Smith. En 1977 se le asignó la responsabilidad de toda la formación profesional en los Territorios del Noroeste. El AVTC fue declarado oficialmente colegio universitario por la Asamblea Legislativa de los Territorios del Noroeste en 1981 y pasó a denominarse Thebacha College. Con el fin de instaurar un modelo educativo que sirviera mejor a la comunidad en general y no solo a aquellos que necesitaban habilidades técnicas, en 1984 se fundó el Arctic College en Fort Smith e Iqaluit, que creció rápidamente hasta contar con campus en todas las regiones de los Territorios del Noroeste. 

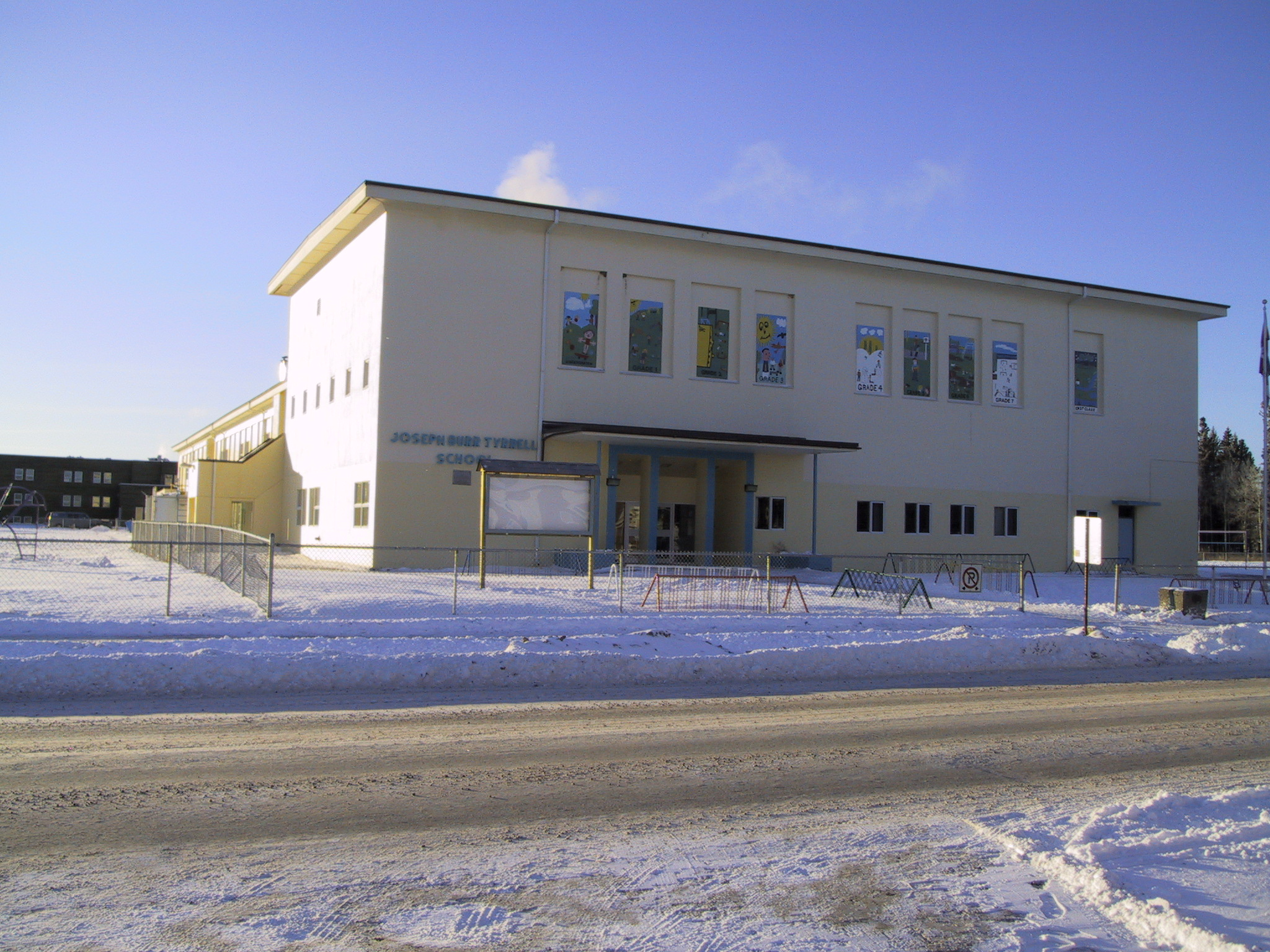
Escuela Primaria Joseph Burr Tyrrell en invierno

En 1984, Rodney Wood y Gabe Devenyi inauguraron el Great Slave Helicopters Flight Training Centre, que era uno de los pocos centros de formación profesional y escuelas de oficios de Yellowknife. En 1987 se acordó que los centros de aprendizaje comunitarios de todo el norte se incorporaran al sistema universitario, un proceso que se completó en 1990.
En 1991, Thomas Wanderlake trajo una franquicia de la Academia de Aprendizaje Universitario a Yellowknife para ofrecer diplomas en materias no cubiertas por otras instituciones y utilizando un modelo educativo que ofrecía flexibilidad a la vida de los habitantes del norte.
En 1995, el Arctic College se dividió en el Aurora College, en el Ártico occidental, y el Nunavut Arctic College, en el Ártico oriental, con el fin de reforzar la educación de adultos y postsecundaria en todo el norte y centrarse en satisfacer las necesidades de la comunidad. Ese mismo año, el Instituto de Ciencias de los Territorios del Noroeste, creado en 1984, fue dividido y fusionado por la Asamblea Legislativa de los Territorios del Noroeste en ambas instituciones.  En 1999, la Ley de Nunavut reorganizó los Territorios del Noroeste en dos jurisdicciones: los Territorios del Noroeste y Nunavut.

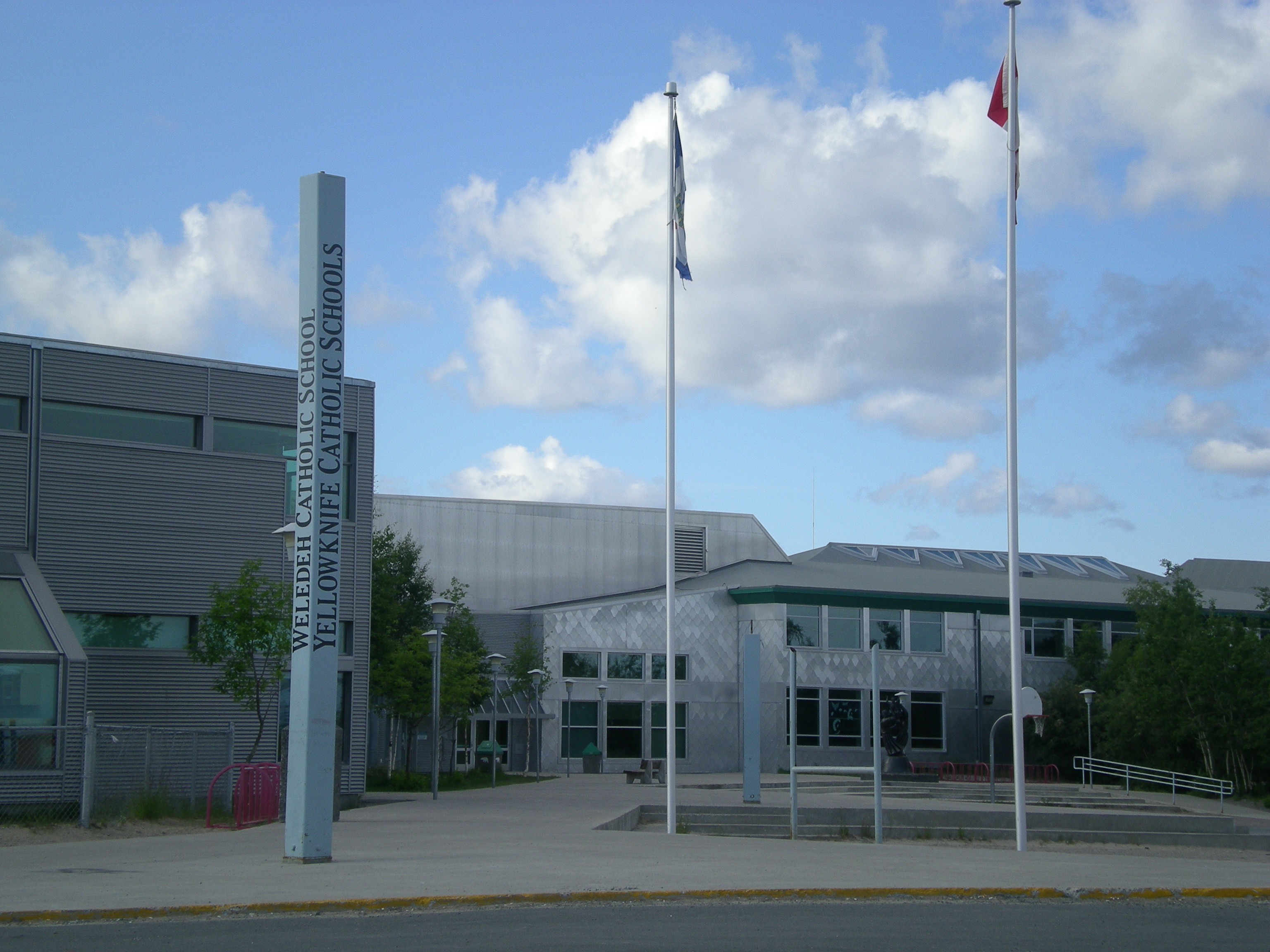
La Escuela Católica Weledeh en Yellowknife

En 2001 y 2002, el Aurora College puso en marcha cuatro proyectos de alfabetización con financiación del Ministerio de Recursos Humanos y Desarrollo Social de Canadá para apoyar el aumento de la alfabetización en todo el territorio: la Encuesta Internacional sobre Alfabetización y Competencias de Adultos de los Territorios del Noroeste (IALSS) de 2002, el Proyecto de Desarrollo de la Alfabetización Familiar y Comunitaria, los proyectos del Consejo de Alfabetización de los Territorios del Noroeste (NWTLC) y WOW!: Wonder of Words Newspaper for At-Risk Youth (El periódico de las maravillas de las palabras para jóvenes en situación de riesgo). En 2006, el 20 % (8292,8 personas) de los 41 464 residentes de los Territorios del Noroeste tenían estudios superiores.
El Departamento de Educación, Cultura y Empleo del territorio es el organismo gubernamental responsable de la educación superior en los Territorios del Noroeste. Ha reconocido dos instituciones de educación superior: el Aurora College, que cuenta con financiación pública básica, y la antigua Academy of Learning College. Una tercera institución, el Collège nordique francophone, imparte educación a los residentes francófonos de los Territorios.

Además, el Great Slave Helicopters Flight Training Centre aplica la formación en sistemas de posicionamiento global para la formación de pilotos de helicóptero.

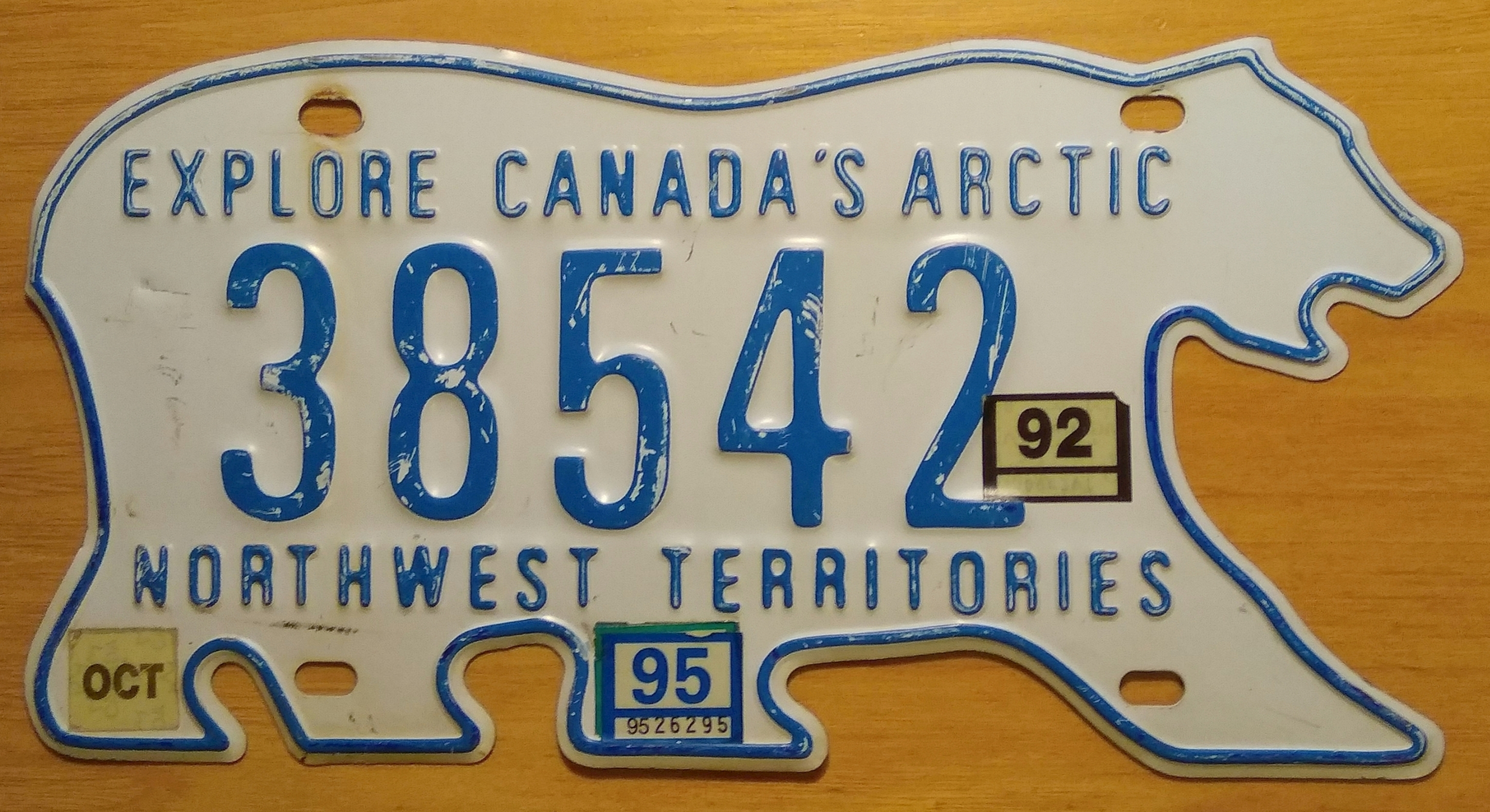
Una matrícula de los Territorios del Noroeste

## Transporte
Los Territorios del Noroeste cuentan con nueve carreteras numeradas. La más larga es la autopista Mackenzie, que se extiende desde el extremo norte de la autopista 35 de Alberta, en el sur, en la frontera entre Alberta y los Territorios del Noroeste, en el paralelo 60, hasta Wrigley, en los Territorios del Noroeste, en el norte. 
Las carreteras de hielo y las carreteras de invierno también son importantes y proporcionan acceso por carretera en invierno a pueblos y minas que, de otro modo, solo serían accesibles por vía aérea. La autopista Yellowknife se bifurca de la autopista Mackenzie y la conecta con Yellowknife. La autopista Dempster es la continuación de la autopista Klondike. Comienza justo al oeste de Dawson City, Yukón, y continúa hacia el este durante más de 700 km (430 millas) hasta Inuvik. Desde 2017, la carretera Inuvik-Tuktoyaktuk, transitable durante todo el año, conecta Inuvik con las comunidades situadas a lo largo del océano Ártico como una extensión de la carretera Dempster.

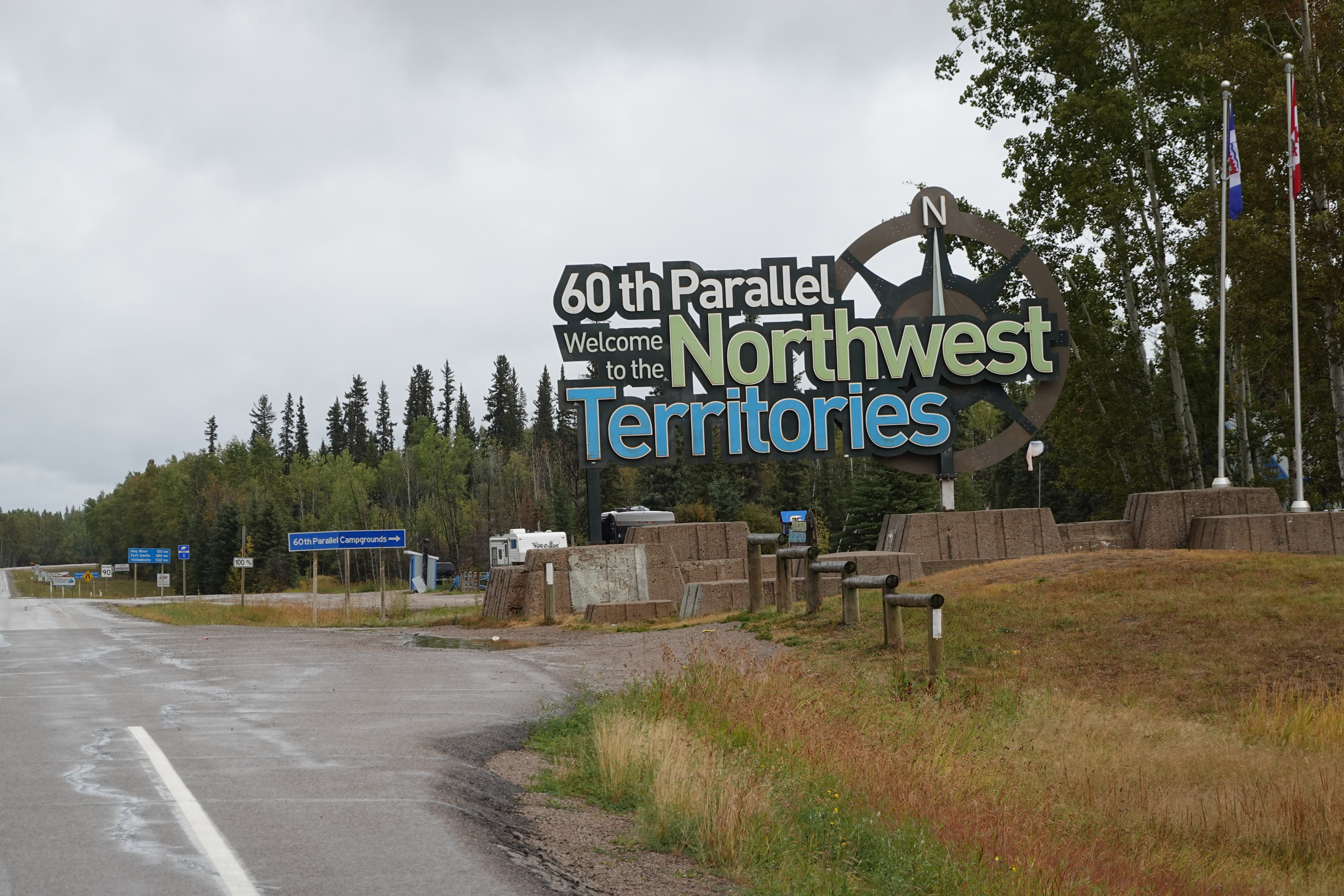
La Autopista Mackenzie

Yellowknife no tenía acceso por carretera durante todo el año al resto de la red de carreteras de Canadá hasta la finalización del puente Deh Cho en 2012. Antes de eso, el tráfico dependía del servicio de ferry en verano y de la carretera de hielo en invierno para cruzar el río Mackenzie. Esto se convirtió en un problema durante la primavera y el otoño, cuando el hielo no era lo suficientemente grueso para soportar la carga de los vehículos, pero el ferry no podía atravesar el hielo, lo que obligaba a transportar por aire todos los productos, desde combustible hasta alimentos, durante el período de transición.
Los Territorios del Noroeste son la única jurisdicción de América del Norte que emite matrículas no rectangulares. En su lugar, el territorio emite matrículas con forma de oso polar.
Yellowknife Transit es la agencia de transporte público de la ciudad y es el único sistema de transporte público de los Territorios del Noroeste.

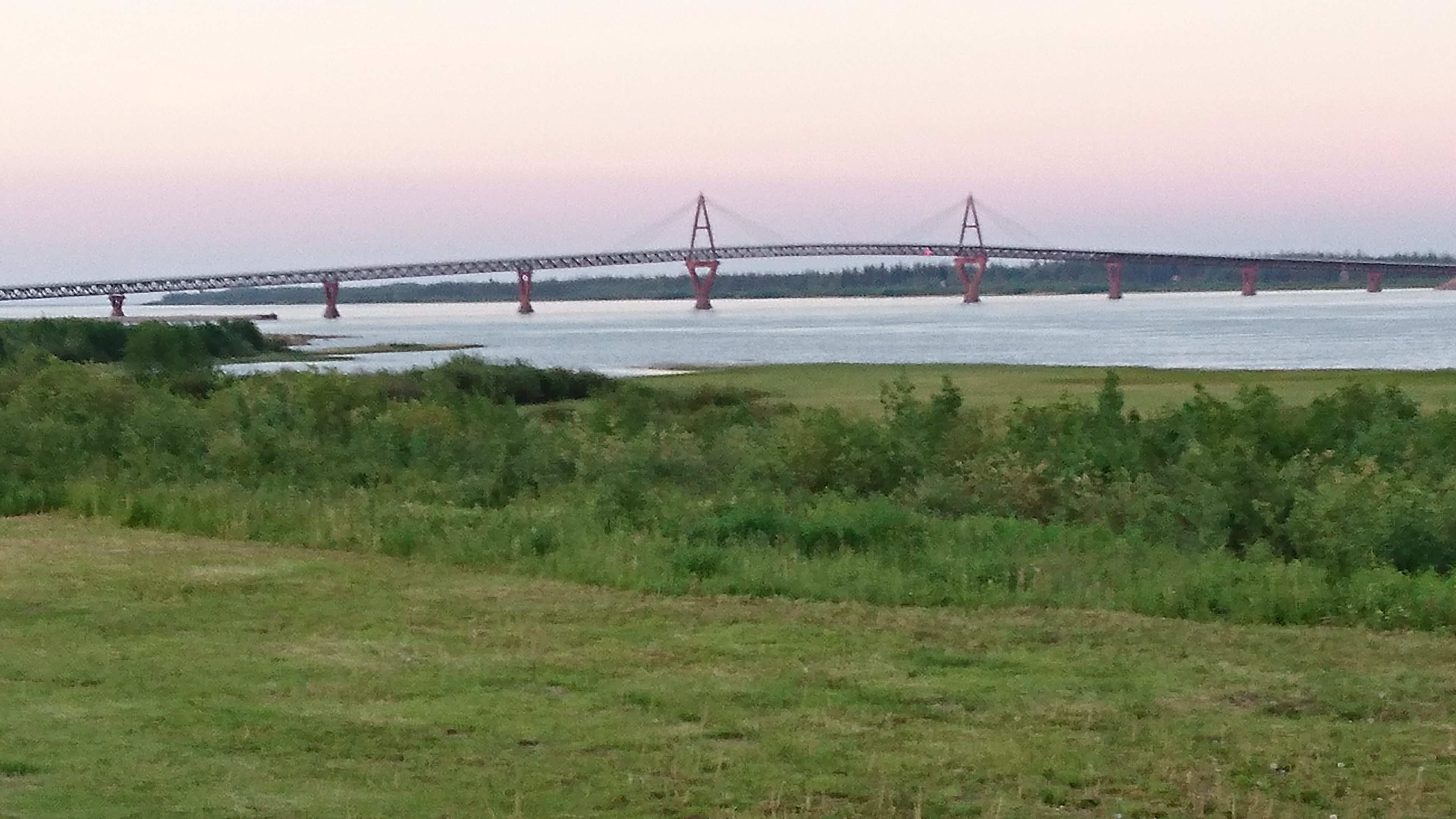
El Puente Deh Cho

El aeropuerto de Yellowknife es el más grande del territorio en términos de movimientos de aeronaves y pasajeros. Es el aeropuerto de entrada a otros destinos dentro de los Territorios del Noroeste. Como aeropuerto de la capital del territorio, forma parte del Sistema Nacional de Aeropuertos. Es el centro de operaciones de varias aerolíneas regionales. Las principales aerolíneas que operan en destinos dentro de los Territorios del Noroeste son Buffalo Airways, Canadian North y North-Wright Airways.

## Cultura
Las cuestiones aborígenes en los Territorios del Noroeste incluyen el destino de los dene, que en la década de 1940 fueron contratados para transportar mineral de uranio radiactivo desde las minas del lago Great Bear. De los más de treinta mineros que trabajaron en la mina de Port Radium, al menos catorce han fallecido a causa de diversos tipos de cáncer. Se realizó un estudio en la comunidad de Deline, titulado A Village of Widows (Una aldea de viudas), por Cindy Kenny-Gilday, que indicaba que el número de personas involucradas era demasiado pequeño para poder confirmar o negar una relación.

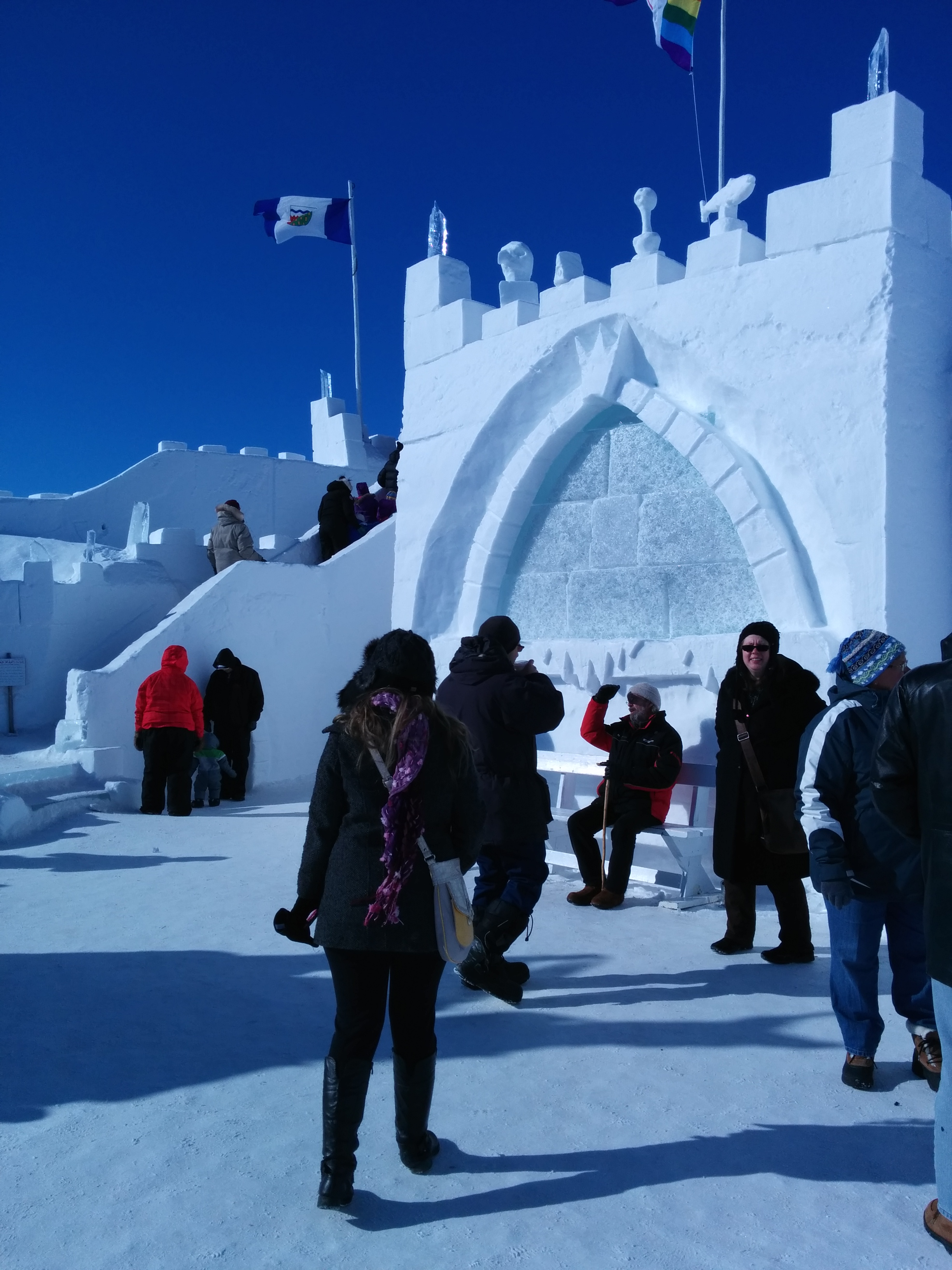
Patio del castillo de hielo construido para el Festival de Invierno Snowking en Yellowknife, Territorios del Noroeste

Ha habido tensiones raciales basadas en una historia de conflictos violentos entre los dene y los inuit, que ahora han dado pasos recientes hacia la reconciliación.
Las reclamaciones territoriales en los Territorios del Noroeste comenzaron con el Acuerdo Definitivo de Inuvialuit, firmado el 5 de junio de 1984. Fue la primera reclamación territorial firmada en el territorio y la segunda en Canadá. Culminó con la creación de la patria inuit de Nunavut, resultado del Acuerdo de Reclamaciones Territoriales de Nunavut, la mayor reclamación territorial de la historia de Canadá.
Otro acuerdo de reclamación de tierras con el pueblo Tłı̨chǫ creó una región dentro de los Territorios del Noroeste llamada Tli Cho, entre los lagos Great Bear y Great Slave, que otorga a los Tłı̨chǫ sus propios órganos legislativos, impuestos, regalías por recursos y otros asuntos, aunque los Territorios del Noroeste siguen manteniendo el control sobre áreas como la salud y la educación. Esta zona incluye dos de las tres minas de diamantes de Canadá, en Ekati y Diavik. 
Inuvik, situada en el canal este del delta del Mackenzie, a unos 100 km (62 millas) del océano Ártico, es el centro administrativo de la región y sede de la Corporación Regional Inuvialuit. La única otra comunidad del interior, Aklavik, se encuentra en el canal Peel.
La caza, la pesca y la captura con trampas son las principales actividades económicas de Paulatuk, en la bahía de Darnley del golfo de Amundsen, y Sachs Harbour, el único asentamiento permanente de la isla de Banks.
Tuktoyaktuk, anteriormente conocida como «Port Brabant», se encuentra en la bahía de Kugmallit, cerca del delta del río Mackenzie. Cuenta con el único puerto de aguas profundas de la ISR.

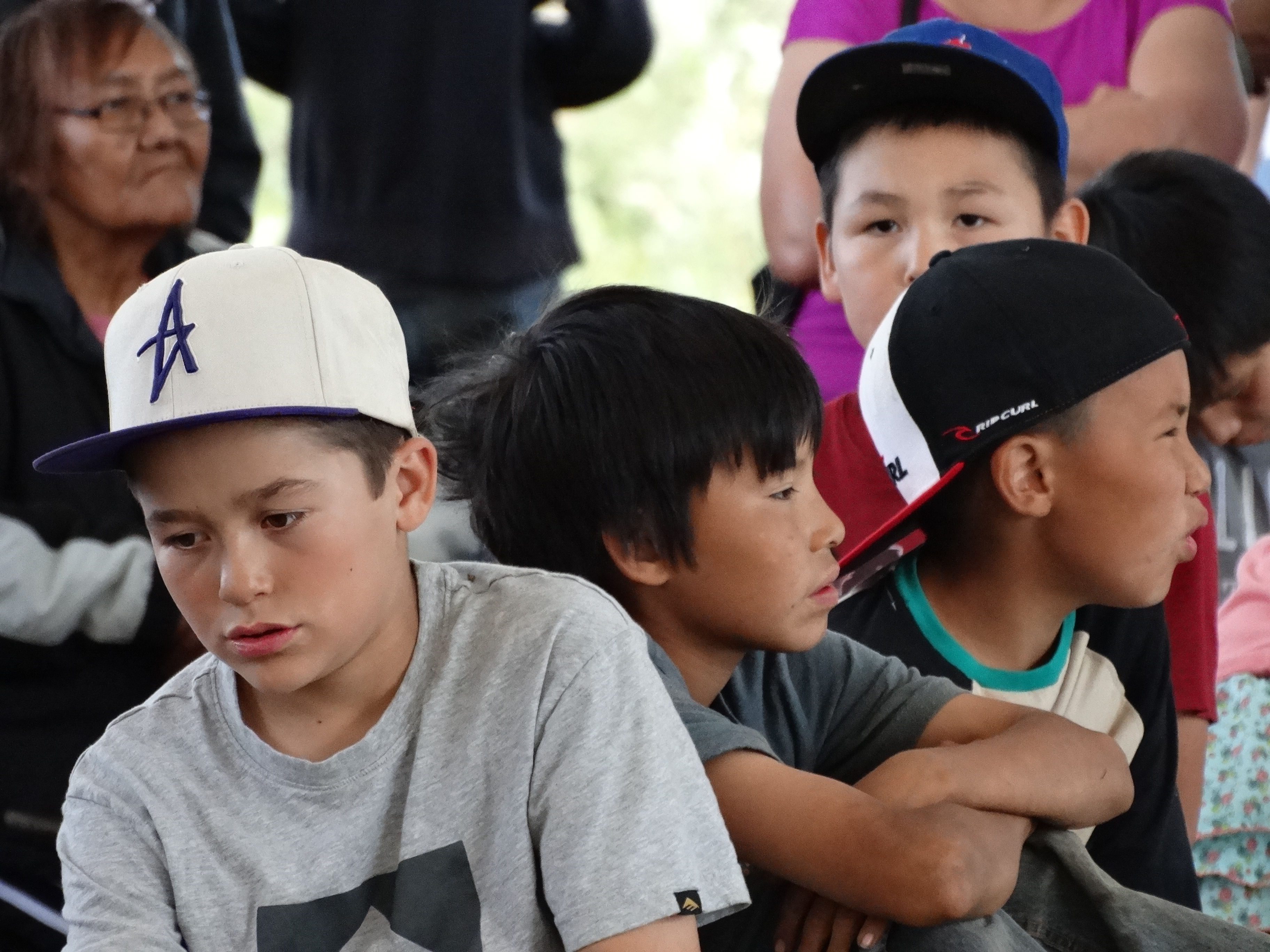
Niños de la etnia gwich'in durante el Festival de Música de Midway Lake, cerca de Fort McPherson, en los Territorios del Noroeste

Ulukhaktok, anteriormente conocido como «Holman», se encuentra en la costa oeste de la isla Victoria. En los últimos años, el grabado se ha convertido en la principal fuente de ingresos.
Kitigaaryuit es un antiguo asentamiento inuvialuit. Era el territorio tradicional de los kitigaaryungmiut. El lugar, situado cerca de la confluencia del canal este del río Mackenzie y la bahía de Kugmallit, abarca las aldeas de Kitigaaryuk y Tchenerark, situadas en una pequeña isla, y la aldea adyacente de Kuugaatchiaq, situada en el continente al oeste de la isla.
La isla Herschel, que está deshabitada, forma parte de la ISR, aunque se encuentra en Yukón, y tradicionalmente fue ocupada y utilizada por los inuvialuit. La isla es una parte importante de la cultura inuvialuit y la gente sigue visitándola para cazar y pescar.  En su día, la isla Herschel estuvo habitada por grupos paleoesquimales, seguidos por el pueblo thule y, finalmente, por los inuvialuit, pero en la segunda mitad del siglo XX la población emigró a comunidades gubernamentales en los Territorios del Noroeste
Tarium Niryutait es un área marina protegida (AMP) situada en las zonas costeras del Yukón y los Territorios del Noroeste de Canadá. Se encuentra dentro de la ISR y fue la primera AMP ártica establecida en Canadá. La AMP se creó con el objetivo de proteger a las ballenas beluga y la biodiversidad de otras especies de aves y peces y sus hábitats.
En toda la región se habla inglés. Además, los siglit de Paulatuk, Sachs Harbour y Tuktoyaktuk hablan sallirmiutun (antes siglitun). Los uummarmiut hablan uummarmiutun en Inuvik y Aklavik. Los kangiryuarmiut hablan kangiryuarmiutun (inuinnaqtun) en Ulukhaktok y en ningún otro lugar de los Territorios del Noroeste. Juntos se agrupan bajo el nombre de inuvialuktun.

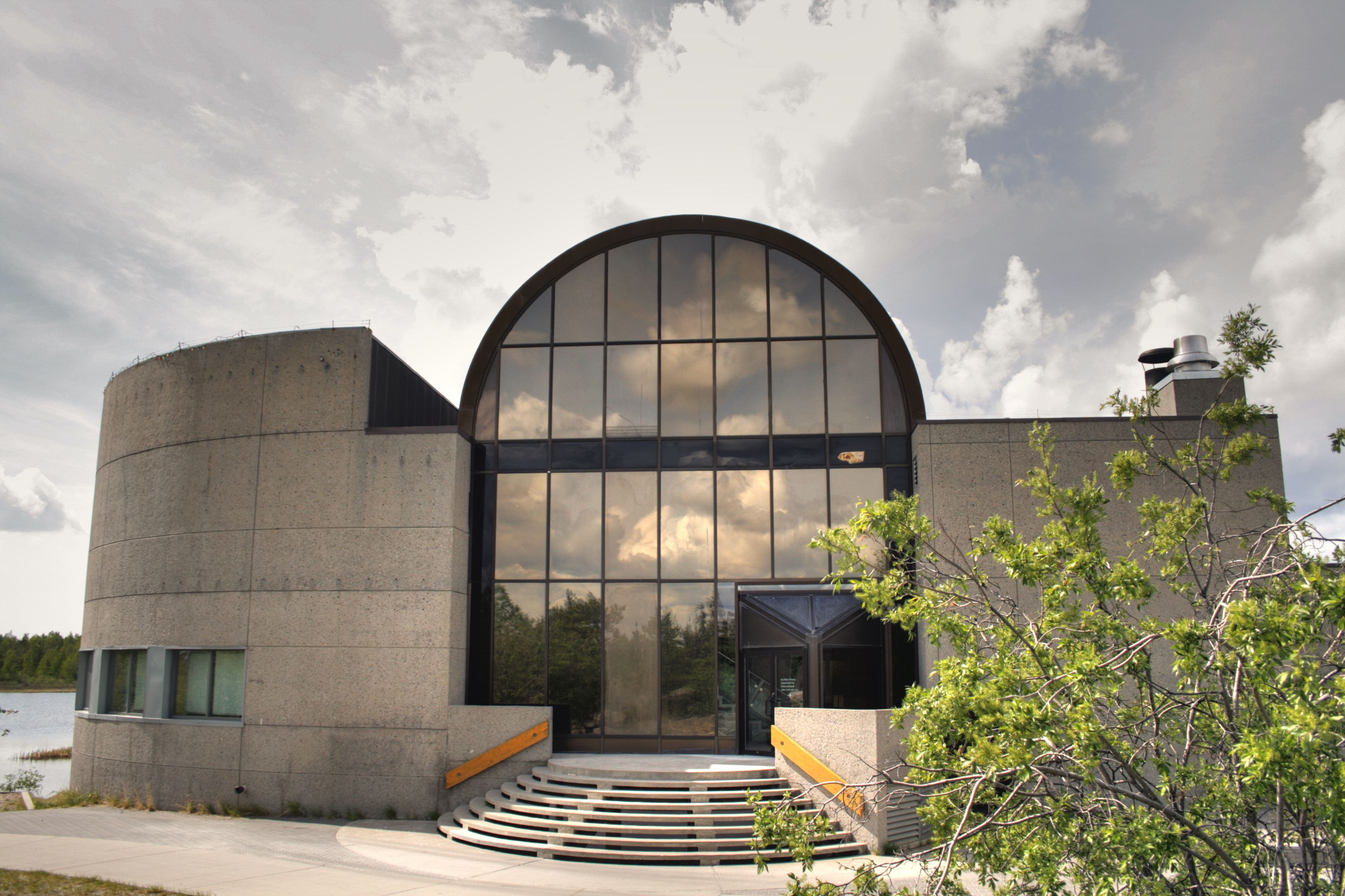
Centro del Patrimonio del Norte del Príncipe de Gales

### Bibliotecas y Museos
El Centro del Patrimonio del Norte del Príncipe de Gales es tanto el museo más importante como el archivo del territorio y cuenta con su propia biblioteca. Como filial del Departamento de Educación, Cultura y Empleo, representa las culturas del territorio, recopila y conserva los artefactos correspondientes y los expone en sus instalaciones y en línea. Los planes para construir una institución de este tipo tomaron forma en 1971 y fueron aprobados por el Gobierno en 1972. En 1979, el centro fue inaugurado en presencia del heredero al trono británico y homónimo. Las colecciones incluyen más de 350 000 fotografías, varios miles de horas de grabaciones de audio y vídeo, así como 9 000 libros. A esto se suman diarios y cartas, mapas, documentos gubernamentales y numerosas publicaciones científicas e informes de campo de campañas de excavación.
La biblioteca más grande, con más de 70 000 medios, también se encuentra en la capital. La Biblioteca Pública de Yellowknife forma parte de los Servicios Bibliotecarios Públicos de los Territorios del Noroeste. Estos incluyen bibliotecas regionales en la mayoría de las localidades del territorio, como la Biblioteca Comunitaria de Aklavik o la Biblioteca Comunitaria de Fort McPherson, en el noroeste, o la Biblioteca Comunitaria Zhahti Koe en Fort Providence, la Biblioteca Centennial de Hay River o la Biblioteca Comunitaria de la Reserva Dene de Hay River, ambas situadas en Hay River, pero con diferentes áreas de especialización. A esto se suma la Biblioteca Mary Kaeser en Fort Smith, que cuenta con suscripciones a revistas con enfoque regional, como Inuit Art Quarterly o Arctic Bulletin.

### Música
Los Territorios del Noroeste son un territorio de Canadá. Entre los músicos destacados de la región se encuentran la cantautora Susan Aglukark y la artista dene Leela Gilday, ganadora en dos ocasiones del premio Juno.
Entre los festivales de música que se celebran en los Territorios del Noroeste se encuentran Folk on the Rocks, que suele celebrarse en Yellowknife a mediados de julio, el Great Northern Arts Festival, que se celebra anualmente en Inuvik para celebrar la cultura de los pueblos del norte de Canadá, y el South Slave Friendship Festival, que también se celebra a finales de verano en Fort Smith.
A lo largo de sus 30 años, Folk on the Rocks ha atraído a muchos artistas del sur, como Stan Rogers, Sam Roberts, Buffy St. Marie, Gord Downie y muchos otros artistas de todo el mundo. Algunos de los aspectos más interesantes del festival son los talleres únicos que combinan artistas del norte con artistas del sur o del extranjero. Por ejemplo, el grupo mongol Tuva Chirgilchin realizó una actuación improvisada con algunos cantantes tradicionales inuit, lo que dio lugar a una música nunca antes escuchada.
El Midway Lake Music Festival se celebra anualmente entre los Teetl'it Gwich'in, una de las Primeras Naciones de los Territorios del Noroeste. En Midway Lake, los músicos gwich'in interpretan jigs, valses y bailes cuadrados, que fueron importados por los comerciantes de pieles en el siglo XIX.
El violín es un instrumento tradicional muy común en los Territorios del Noroeste.

## Otras lecturas
- Ecosystem Classification Group, and Northwest Territories. Ecological Regions of the Northwest Territories Taiga Plains. Yellowknife, NWT: Dept. of Environment and Natural Resources, Govt. of the Northwest Territories, 2007. ISBN 0-7708-0161-7